# B-класс
B-класс или «Сегмент B» (англ. B-segment) по европейской классификации легковых автомобилей (также англ. supermini, subcompact car) — небольшой автомобиль, больший по размеру, чем городской автомобиль. Данное определение является во многом условным, поскольку в своё время Европейская комиссия не сформировала жёсткого определения сегментов: сегмент A в её решении определён как «миниавтомобили», сегмент B как «маленькие автомобили» и сегмент C как «средние автомобили». Как правило, в сегмент B включаются автомобили длиной от 3,7 до 4,2 м; при этом в зависимости от кузова (седан или хетчбэк) автомобиль одной и той же модели может классифицироваться и как сегмент B, и как сегмент C. Классификация может также зависеть от места продаж: так, Fiat Linea продаётся как автомобиль сегмента B в Европе, но как автомобиль сегмента C в Бразилии.

## На автомобильном рынке
Этот класс автомобилей является очень популярным в мире, вместе с автомобилями C-класса. В начале второго десятилетия XXI века, по данным группы Fiat, автомобили B-класса занимали 25 % европейского автомобильного рынка (причём четыре из пяти самых продаваемых в Европе моделей в 2012 году составили машины этого класса), в Латинской Америке их доля составляла 38 %, в Индии 36 %, а в России — 55 %. В то же время в США этот класс был исключительно непопулярен, и относящиеся к нему автомобили вместе с городскими автомобилями (в американской классификации понятие subcompact car объединяет эти два класса) составляли всего 4 % американского рынка.
В последние годы появились новые классы автомобилей, сочетающих в себе черты супермини и машин более крупногабаритных классов: гибридом супермини с минивэном стал мини-MPV, с SUV — мини-SUV.

## Варианты кузова

### Хетчбэк

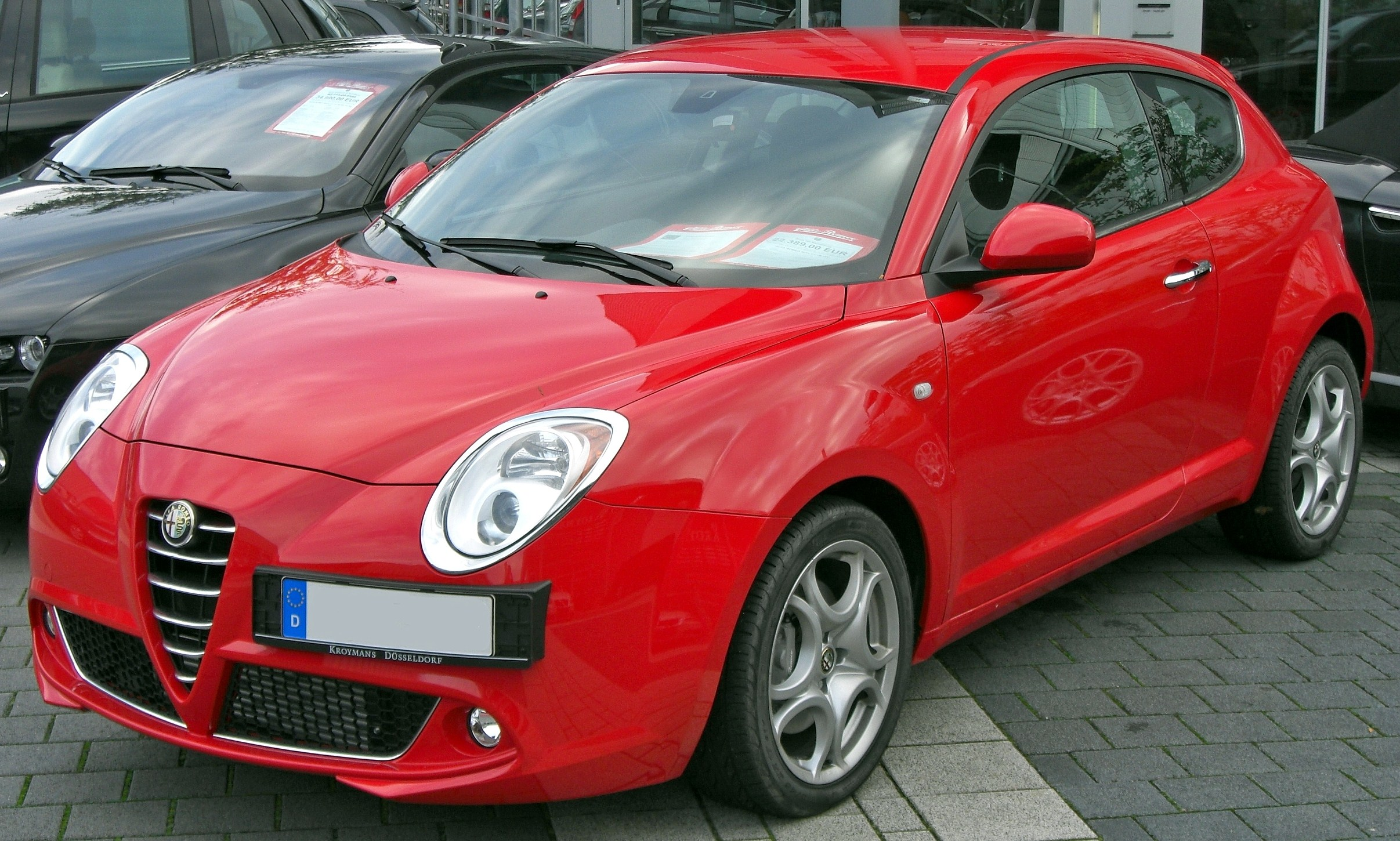
Alfa Romeo MiTo
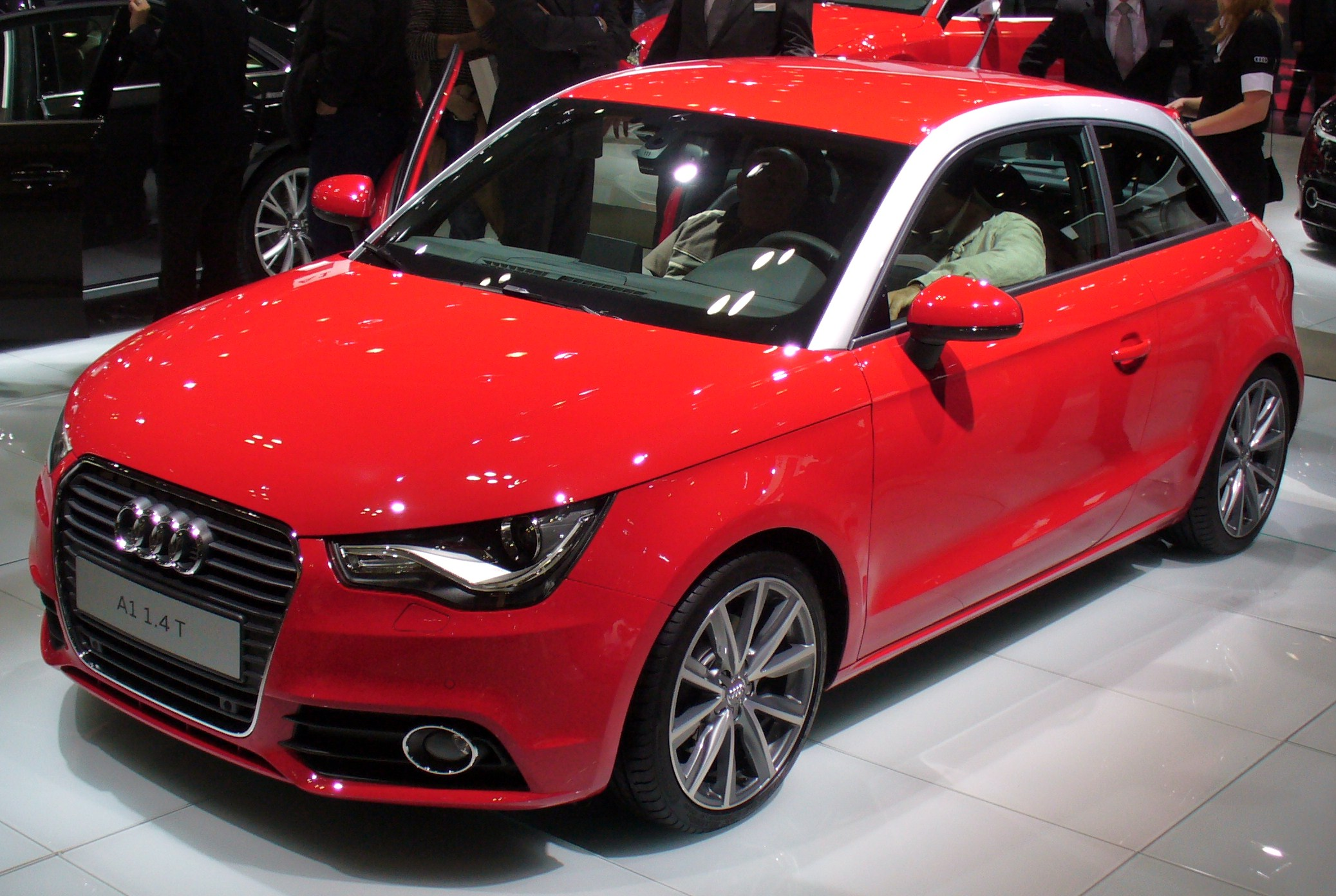
Audi A1
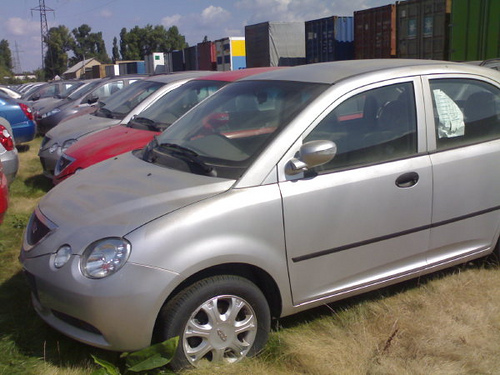
Chery Jaggi
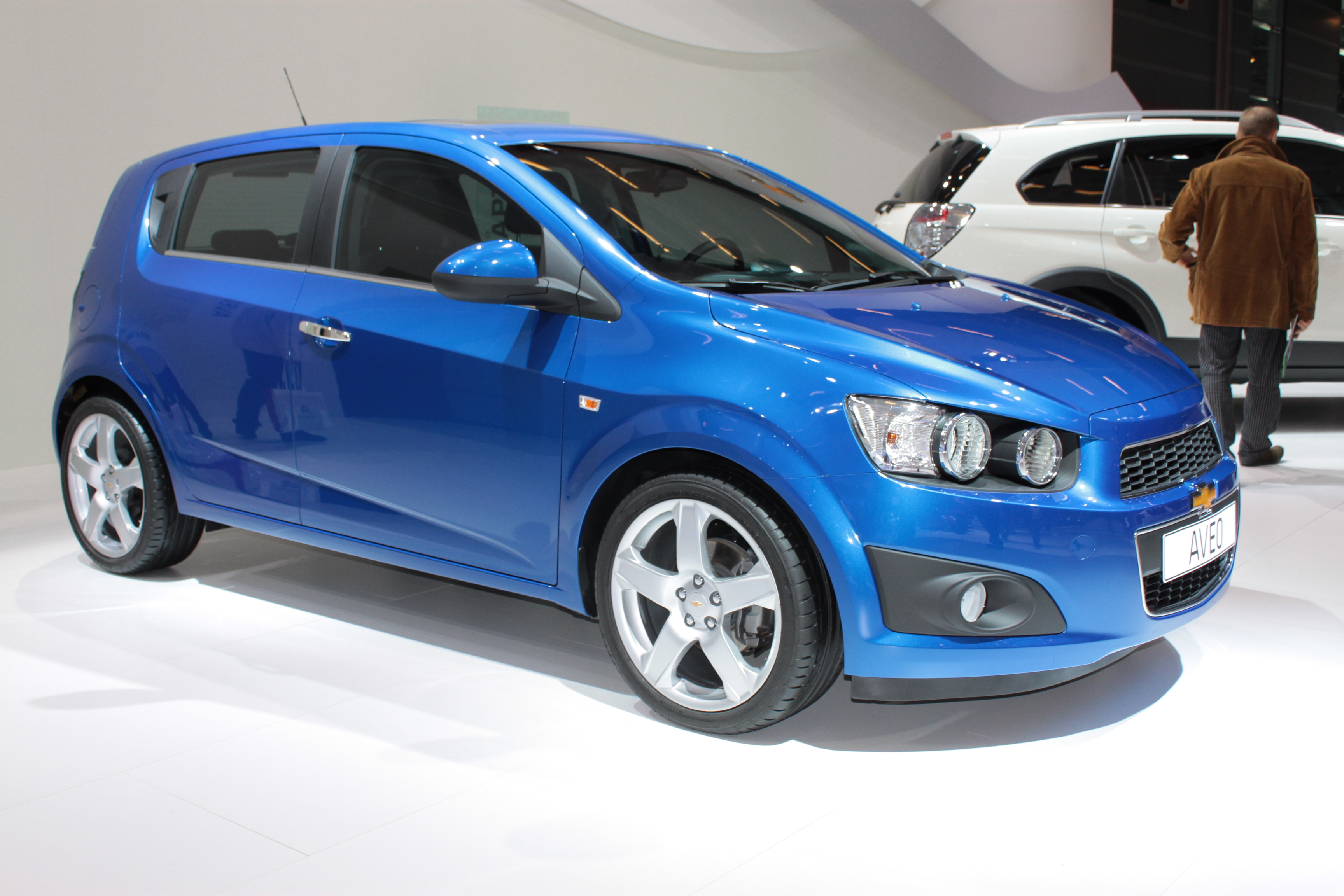
Chevrolet Aveo
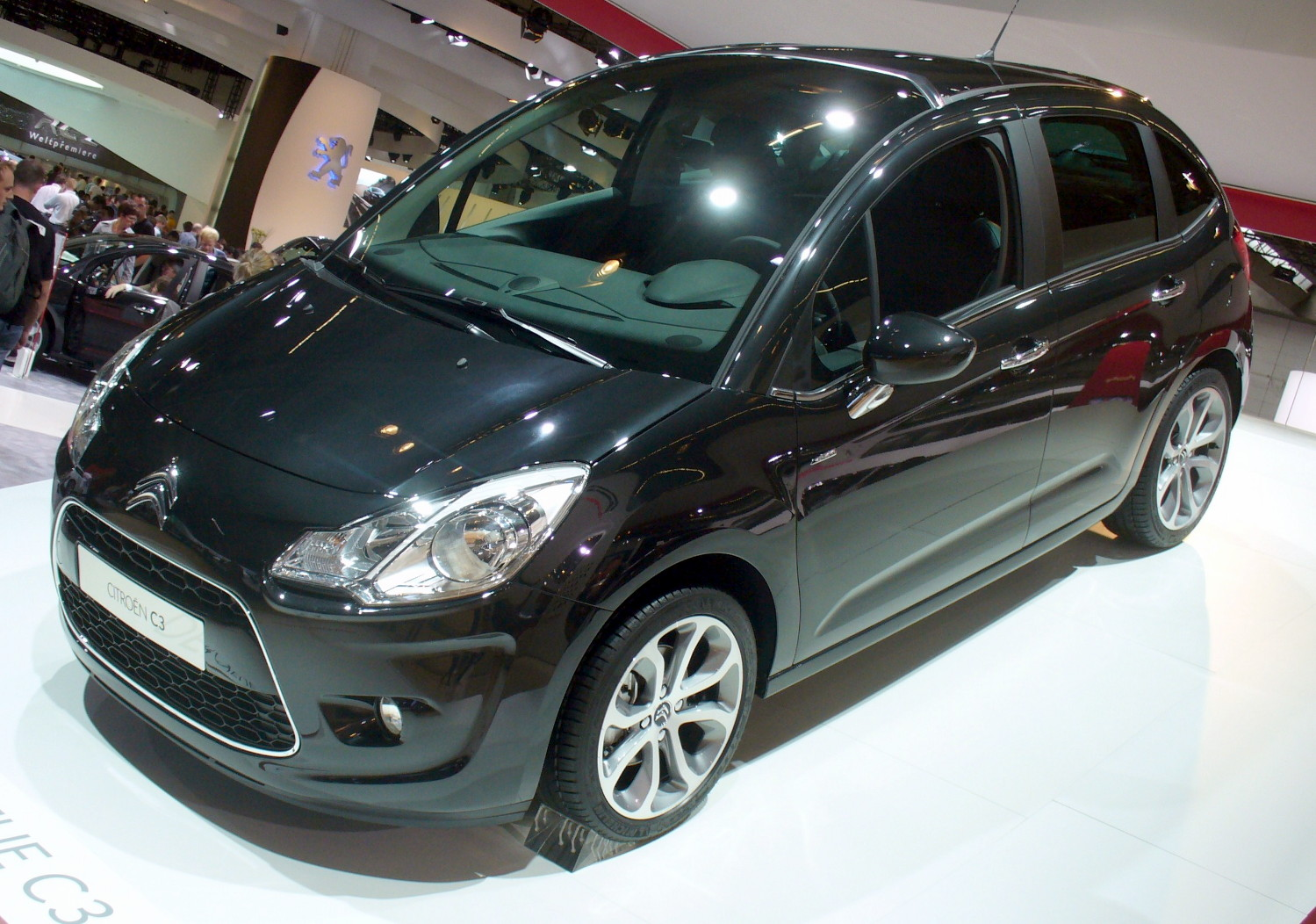
Citroën C3
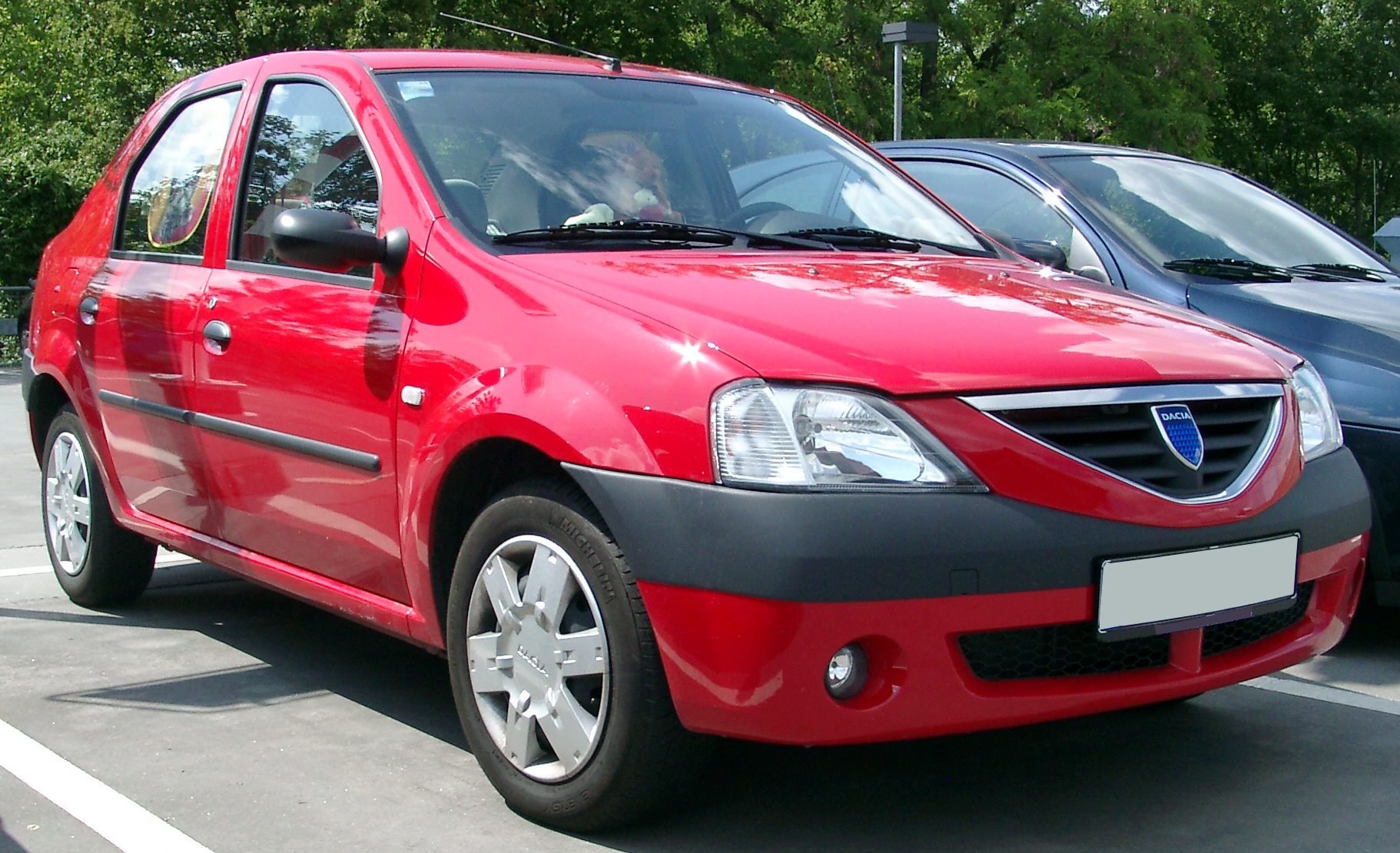
Dacia Logan
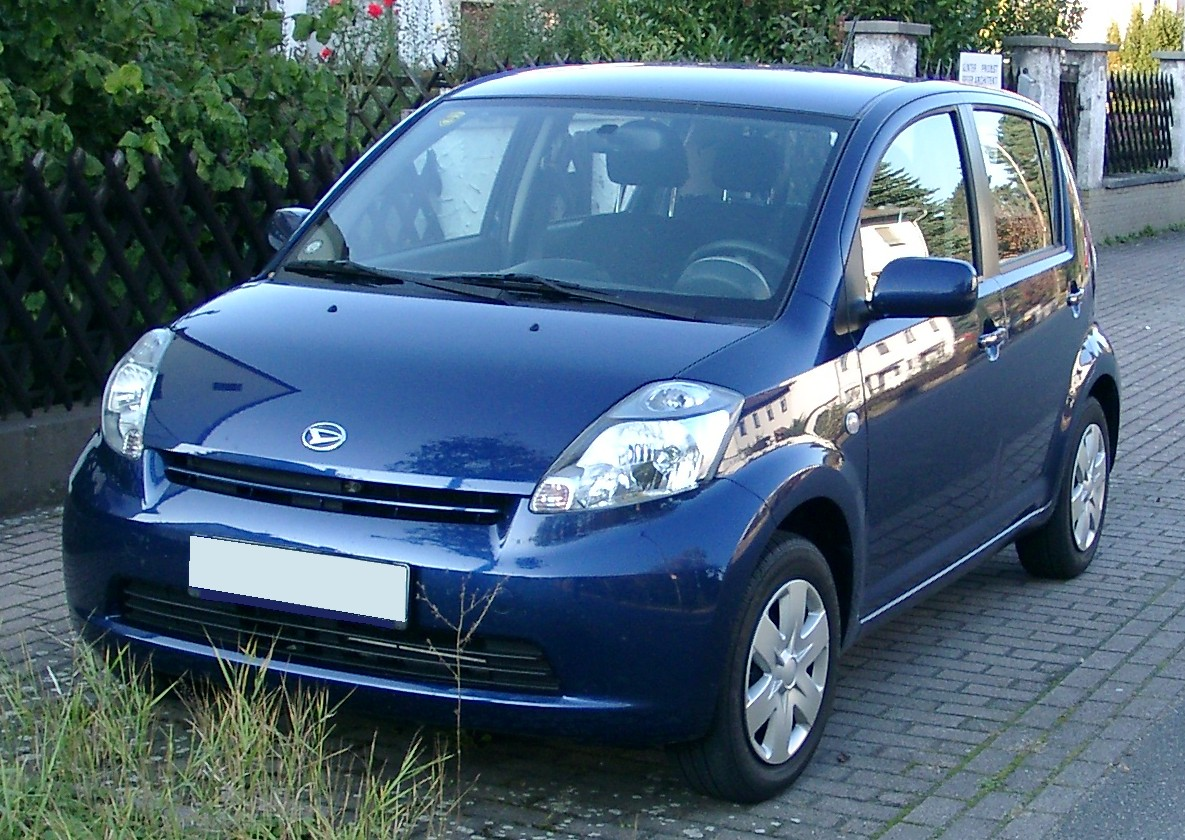
Daihatsu Sirion
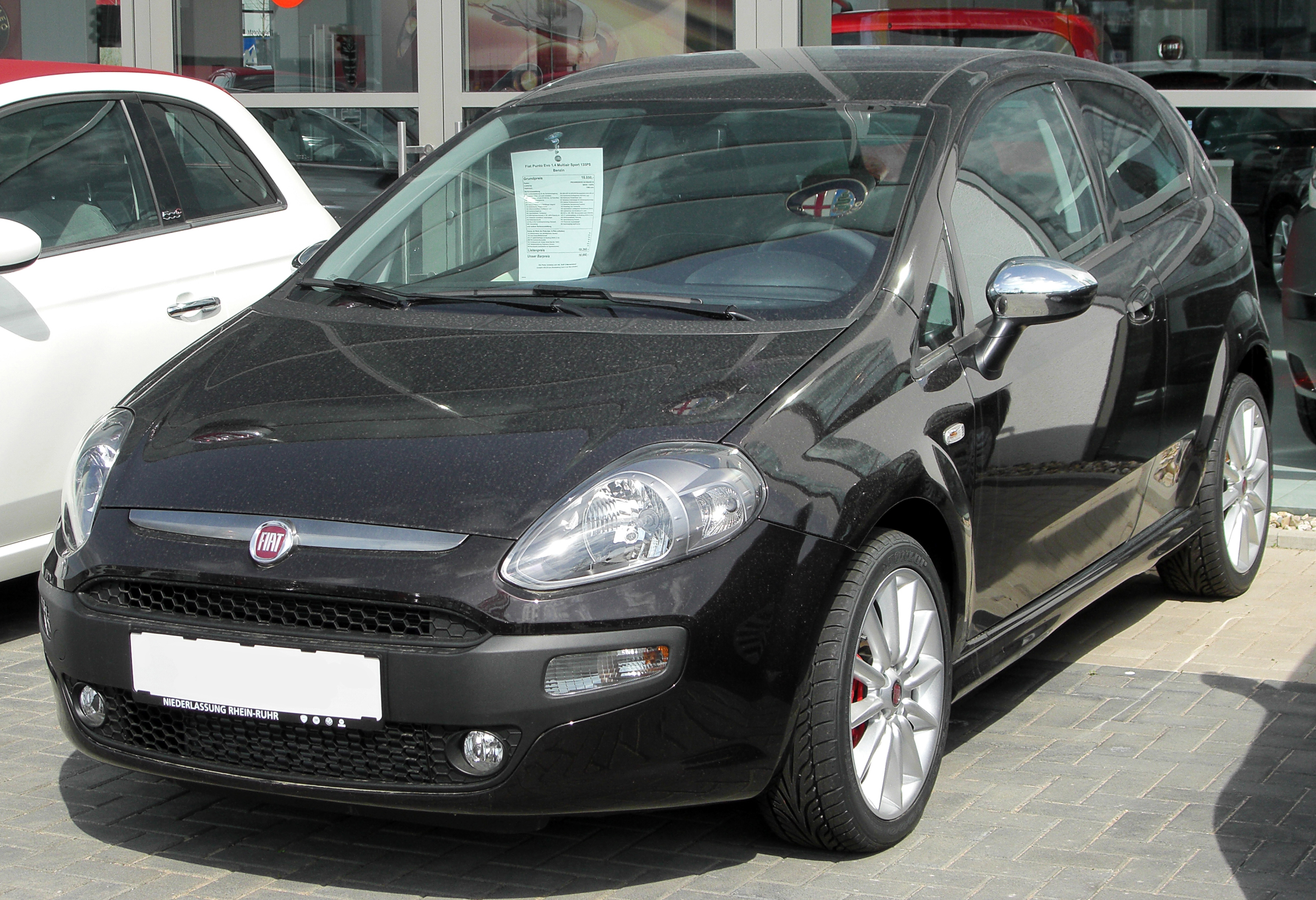
Fiat Punto Evo
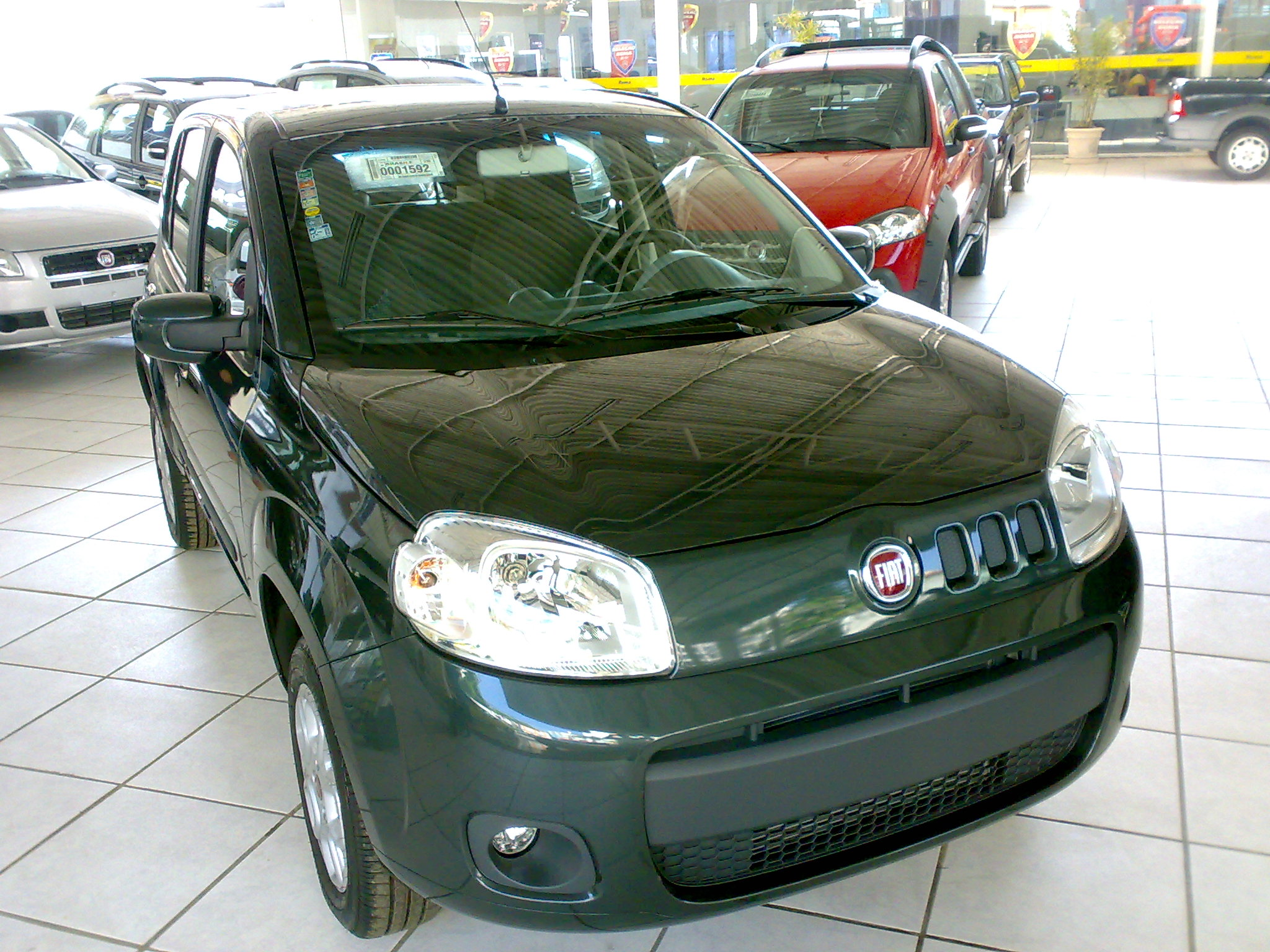
Fiat Uno
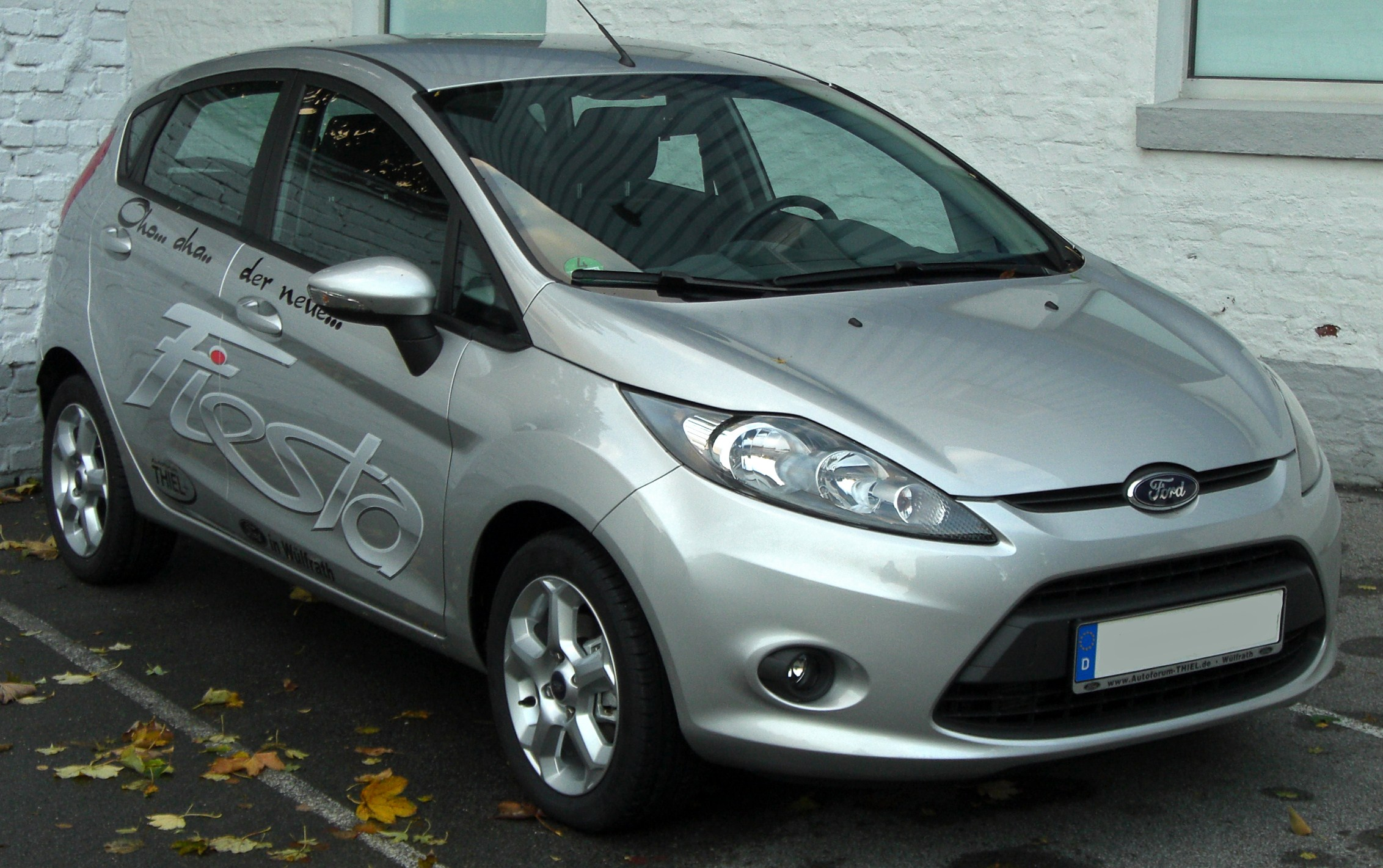
Ford Fiesta
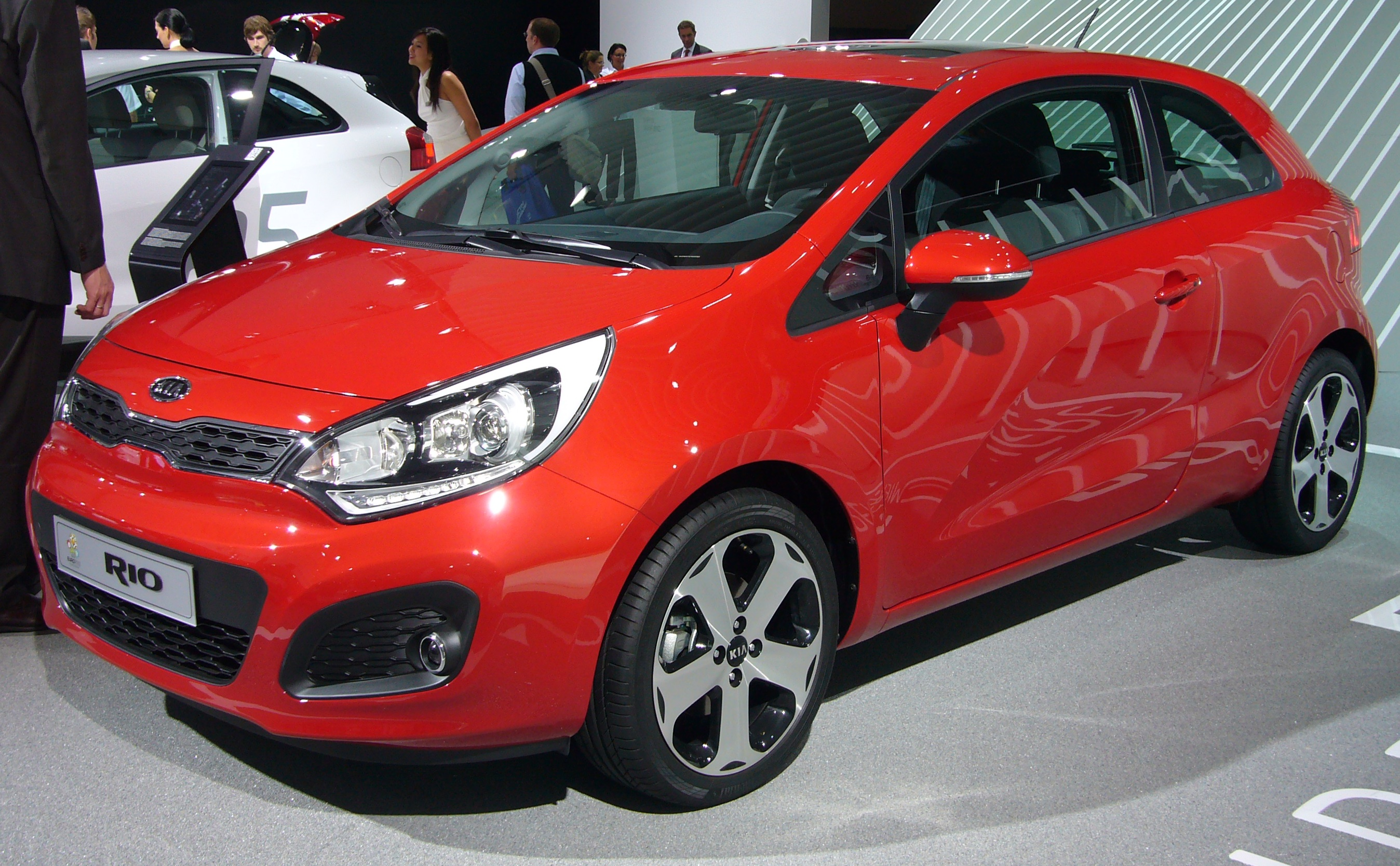
Kia Rio
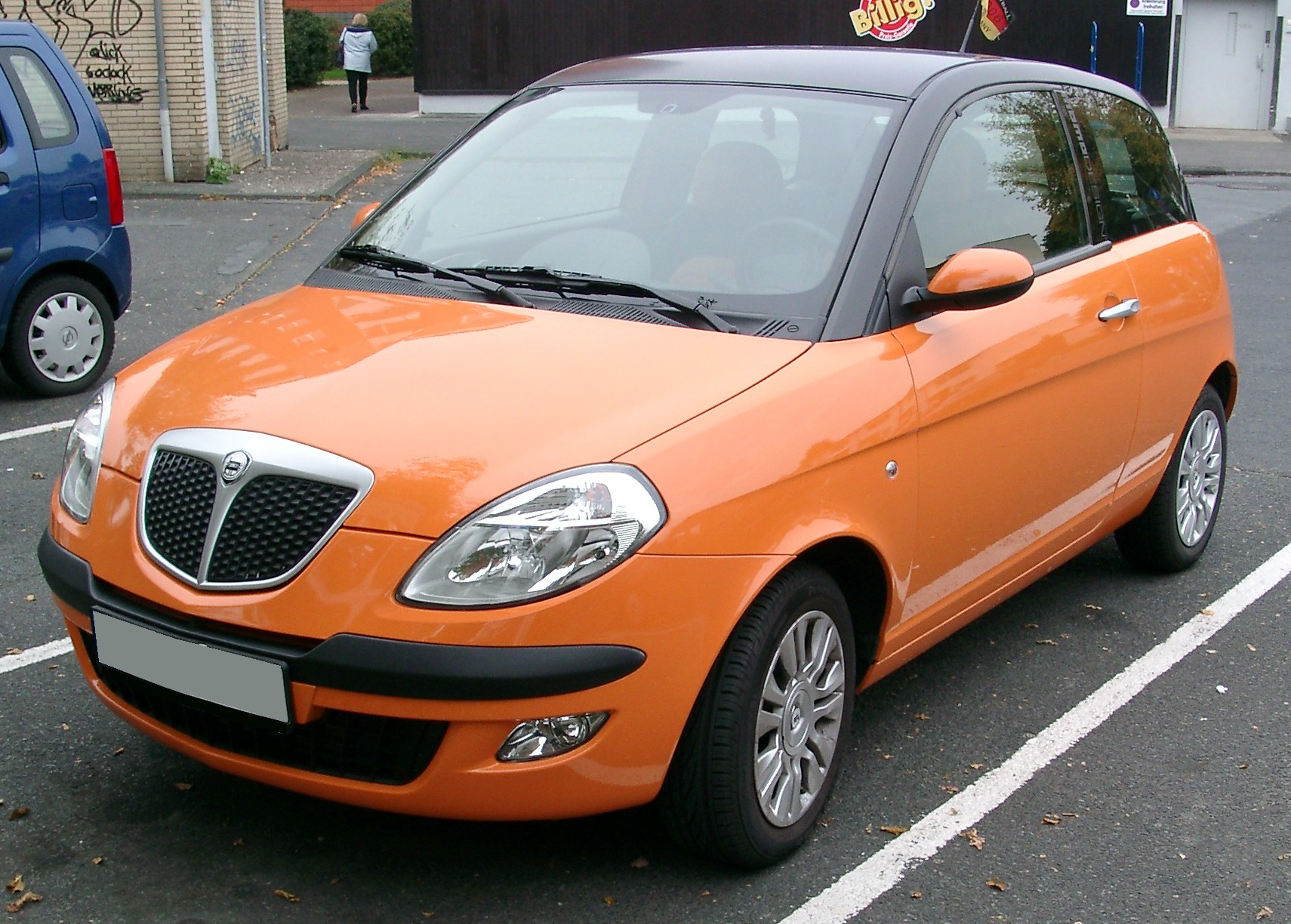
Lancia Ypsilon

### Седан

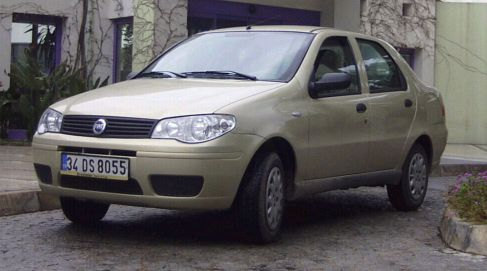
Fiat Albea
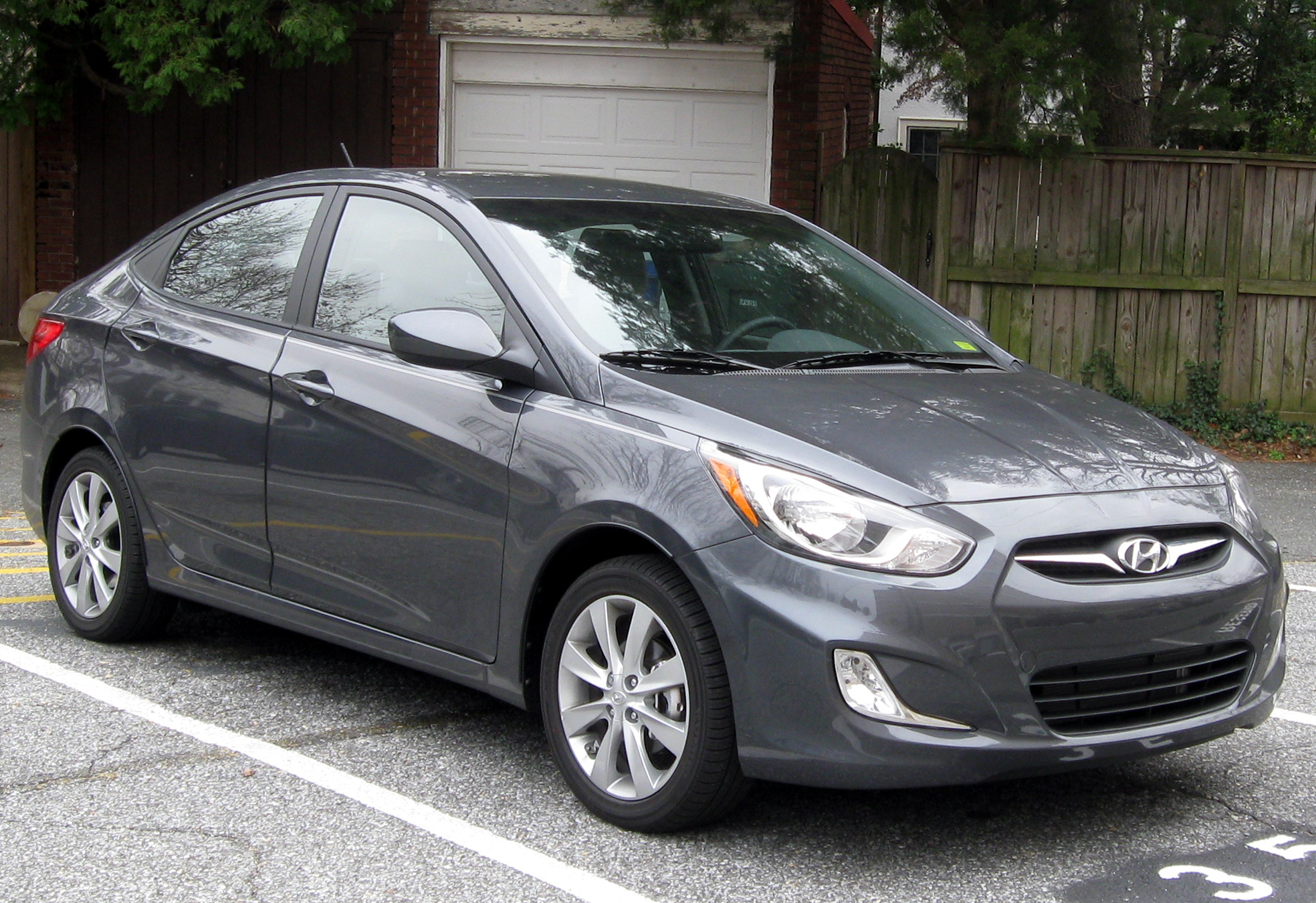
Hyundai Accent
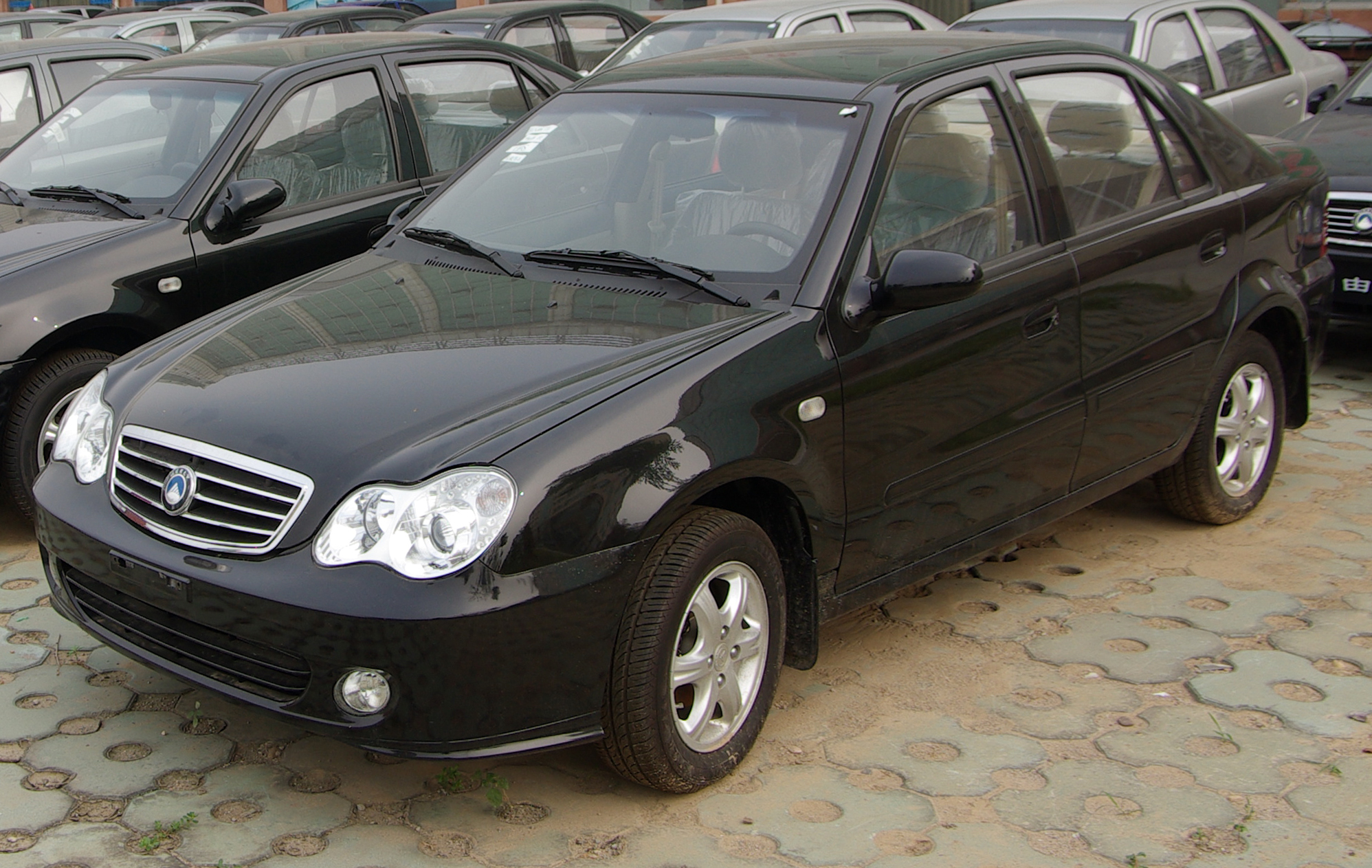
Geely CK
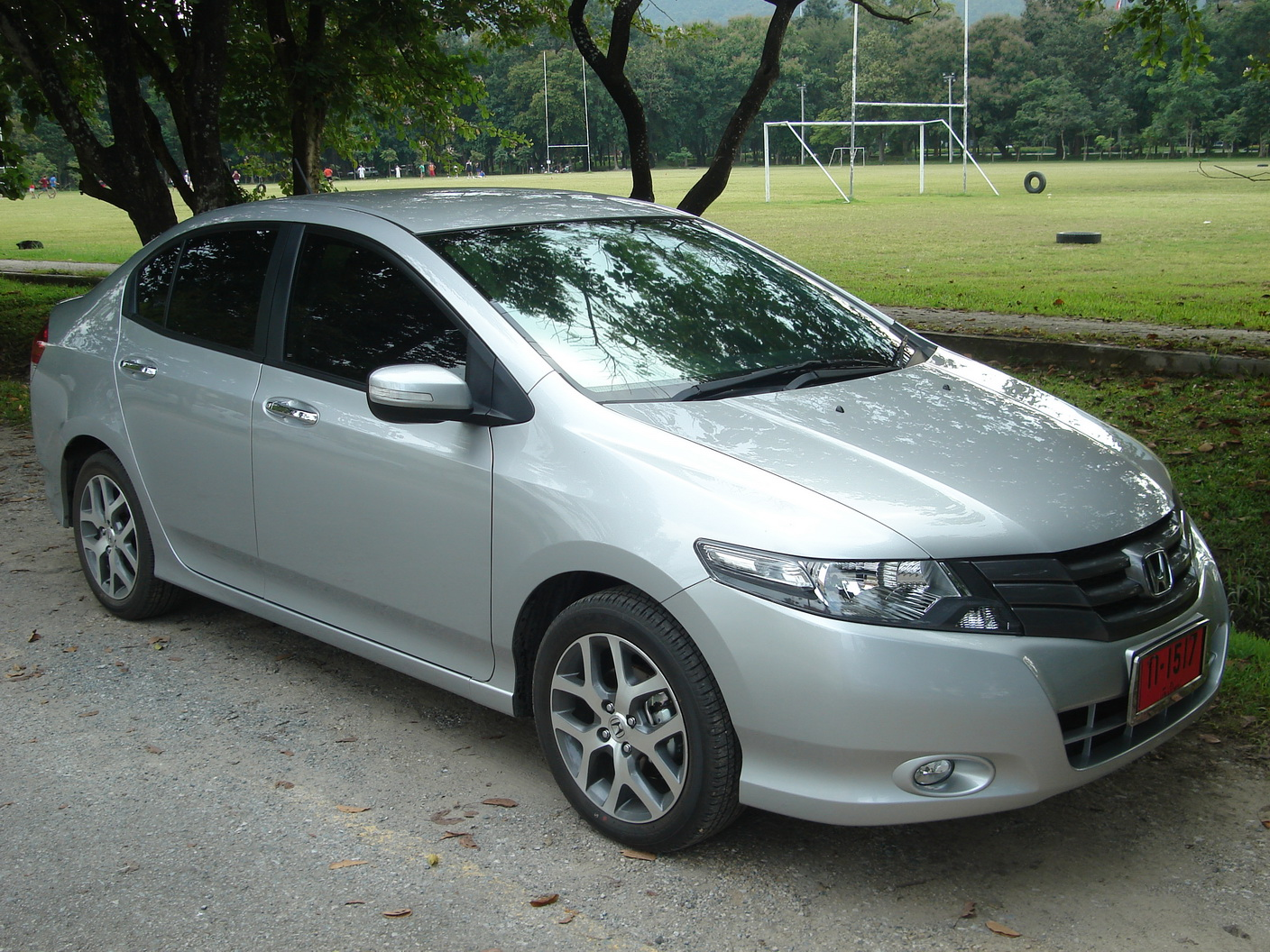
Honda City

## Устаревшие модели

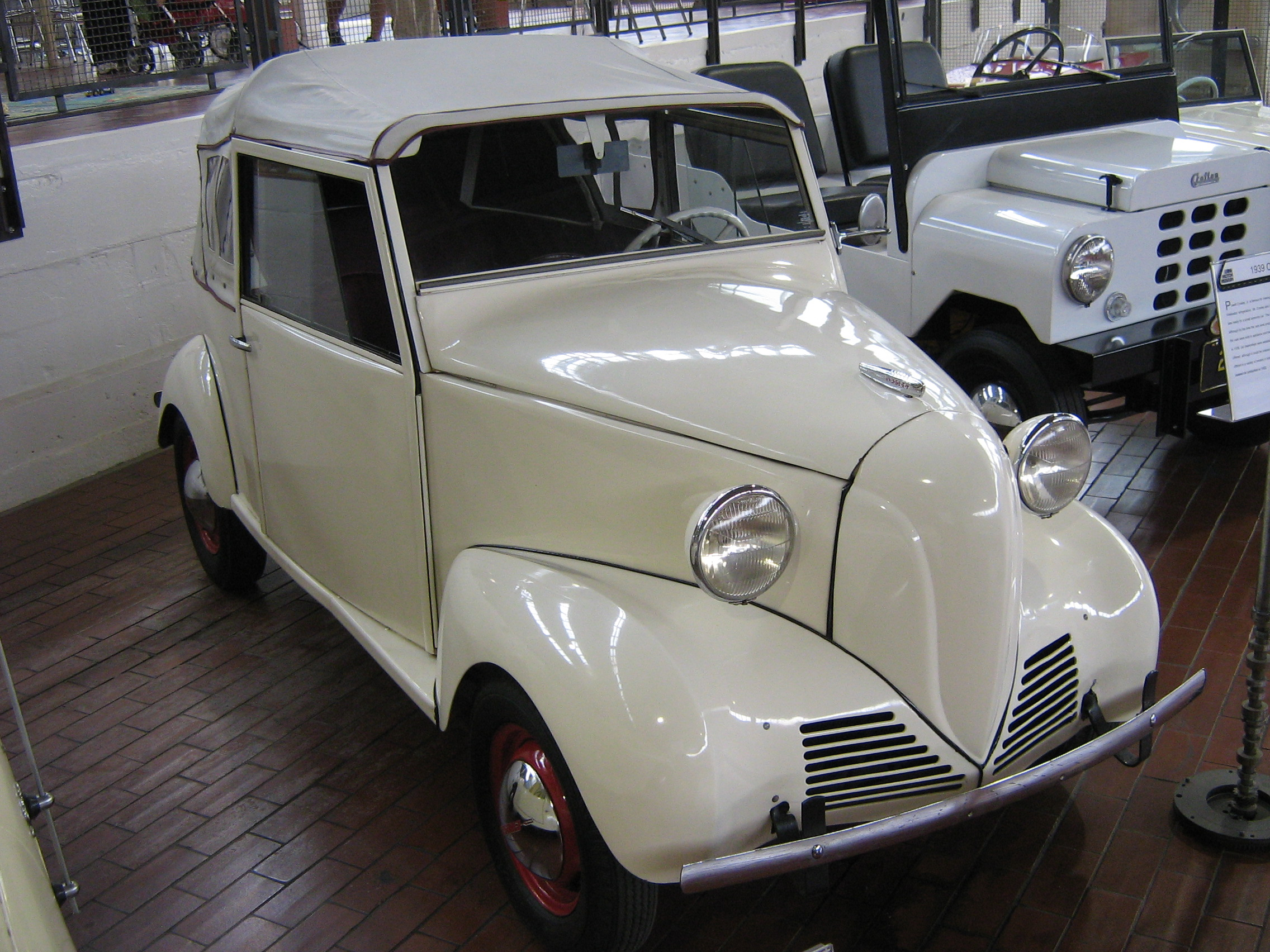
Crosley Transferable, модель 1939 года

Первой машиной класса subcompact в США принято считать модель 1939 года компании Crosley. Автомобиль был оснащён 15-сильным двухцилиндровым двигателем, позволявшим проехать на 1 галлоне бензина 50,4 мили (примерно 4,7 литра на 100 км). Автомобили Crosley были не только экономичными, но и дешёвыми: в варианте купе они стоили 325 долларов, а как седан — 350. Экономичность моделей Crosley привлекла к ним внимание потребителей в первые годы войны, и к тому моменту, когда производство гражданских автомобилей было приостановлено в связи с переходом ресурсов в распоряжение военной промышленности, было продано свыше 5000 экземпляров. В 1946 году компания Crosley начала выпуск автомобилей с четырёхцилиндровым двигателем мощностью 26,5 лошадиных сил. В целях снижения стоимости и расхода горючего первые двигатели новой модели делались из листового железа. Невзрачный вид, теснота и проблемы с двигателем, однако, создали новой модели дурную славу, американцы в послевоенные годы перестали интересоваться малолитражными машинами, и в 1952 году автомобильное производство Crosley было свёрнуто.
В Европе субкомпактные автомобили (в будущем получившие обозначение «сегмент B») стали популярны в начале 1970-х годов, после нефтяного кризиса, когда европейцы осознали необходимость в экономичных моделях. В эти годы американская автопромышленность, пытаясь конкурировать с импортными малолитражными машинами, выпустила три субкомпактных автомобиля — Ford Pinto, Chevrolet Vega и AMC Gremlin, основанный на более крупной модели той же компании — автомобиле среднего класса AMC Hornet. С 1970 по 1978 год было продано более 670 тысяч «Гремлинов».

### 1970—1979

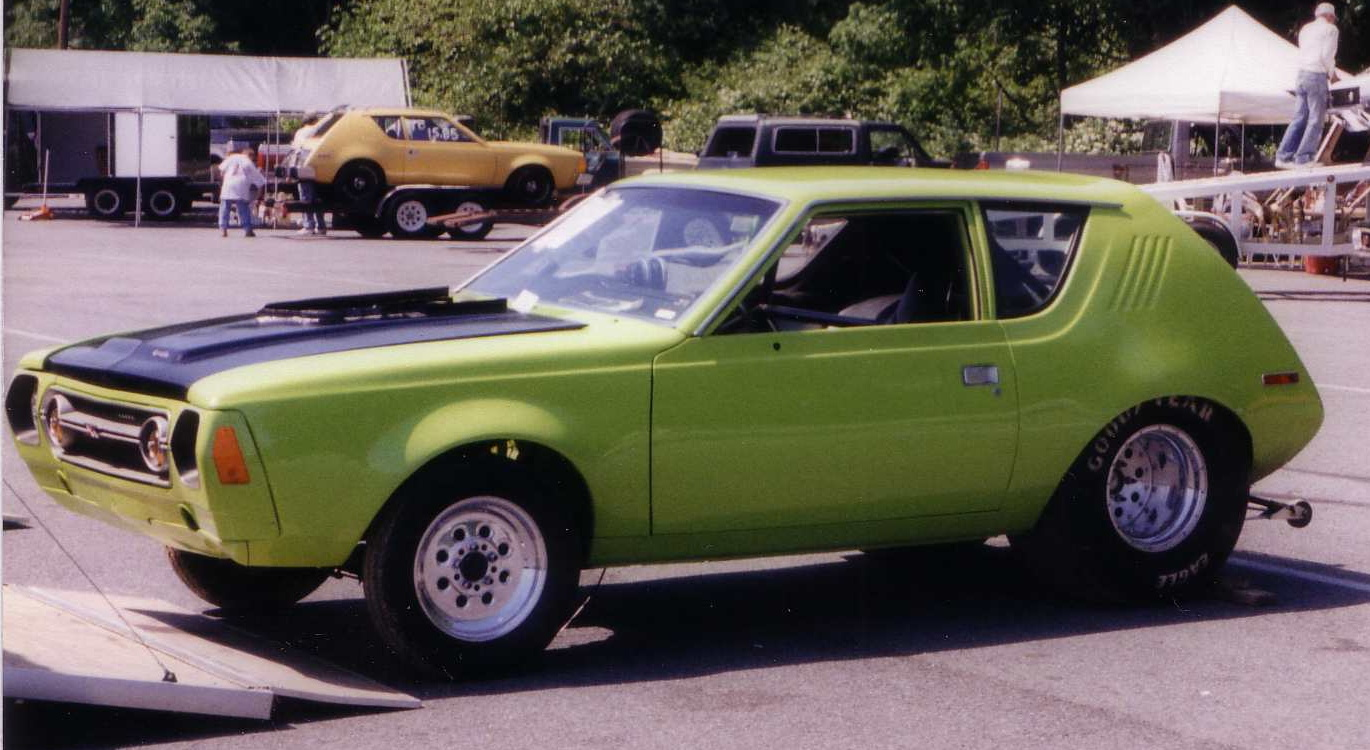
AMC Gremlin
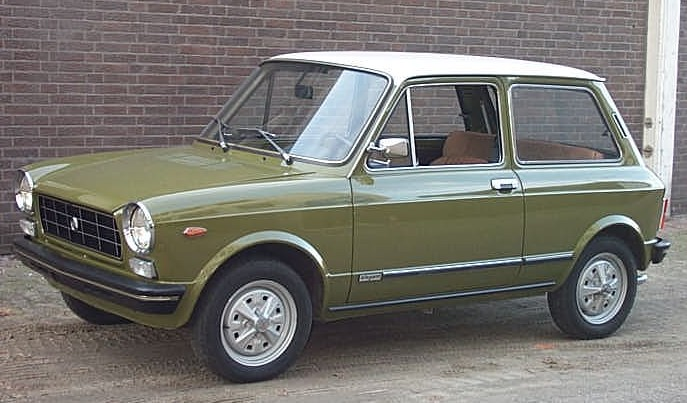
Autobianchi A112
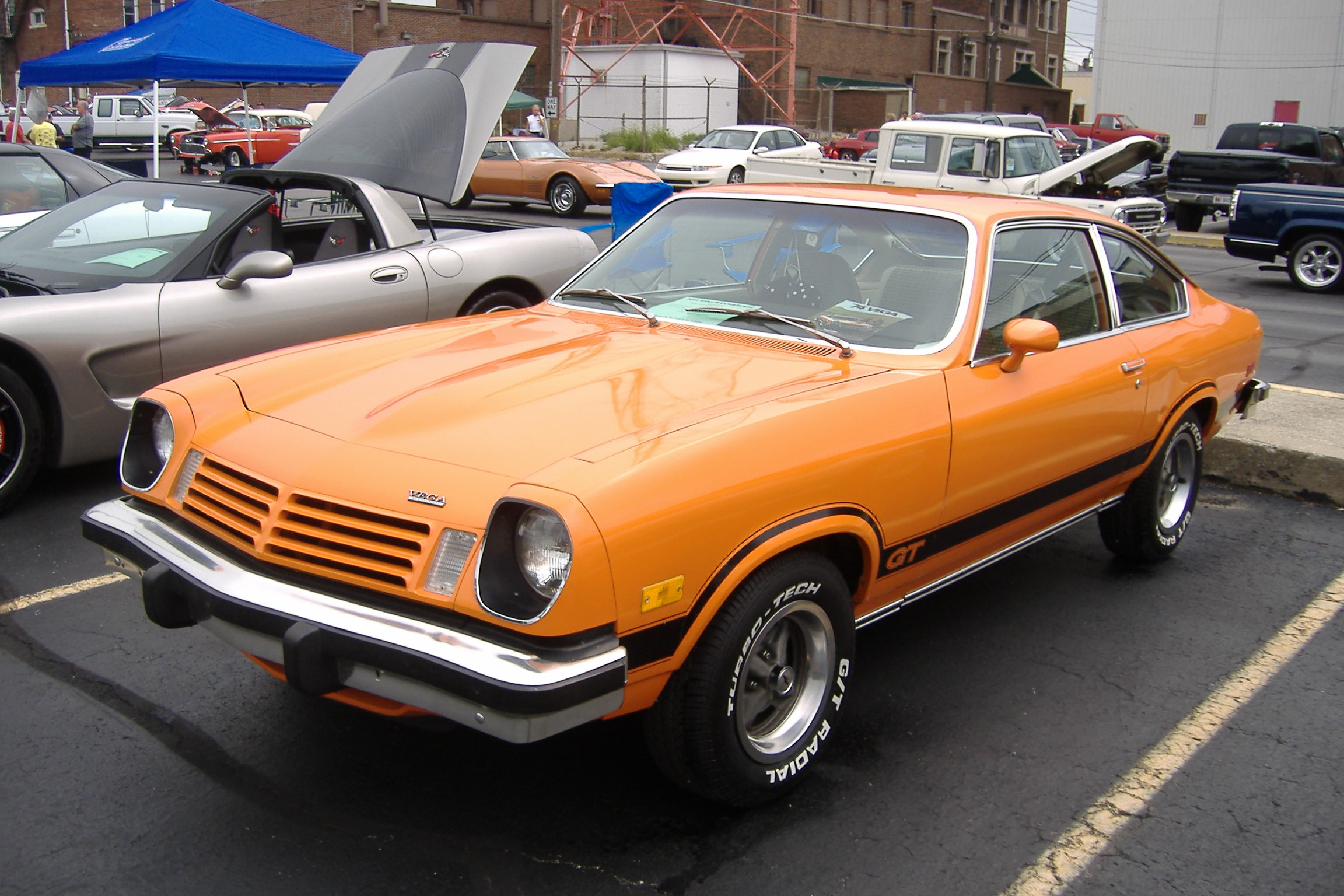
Chevrolet Vega
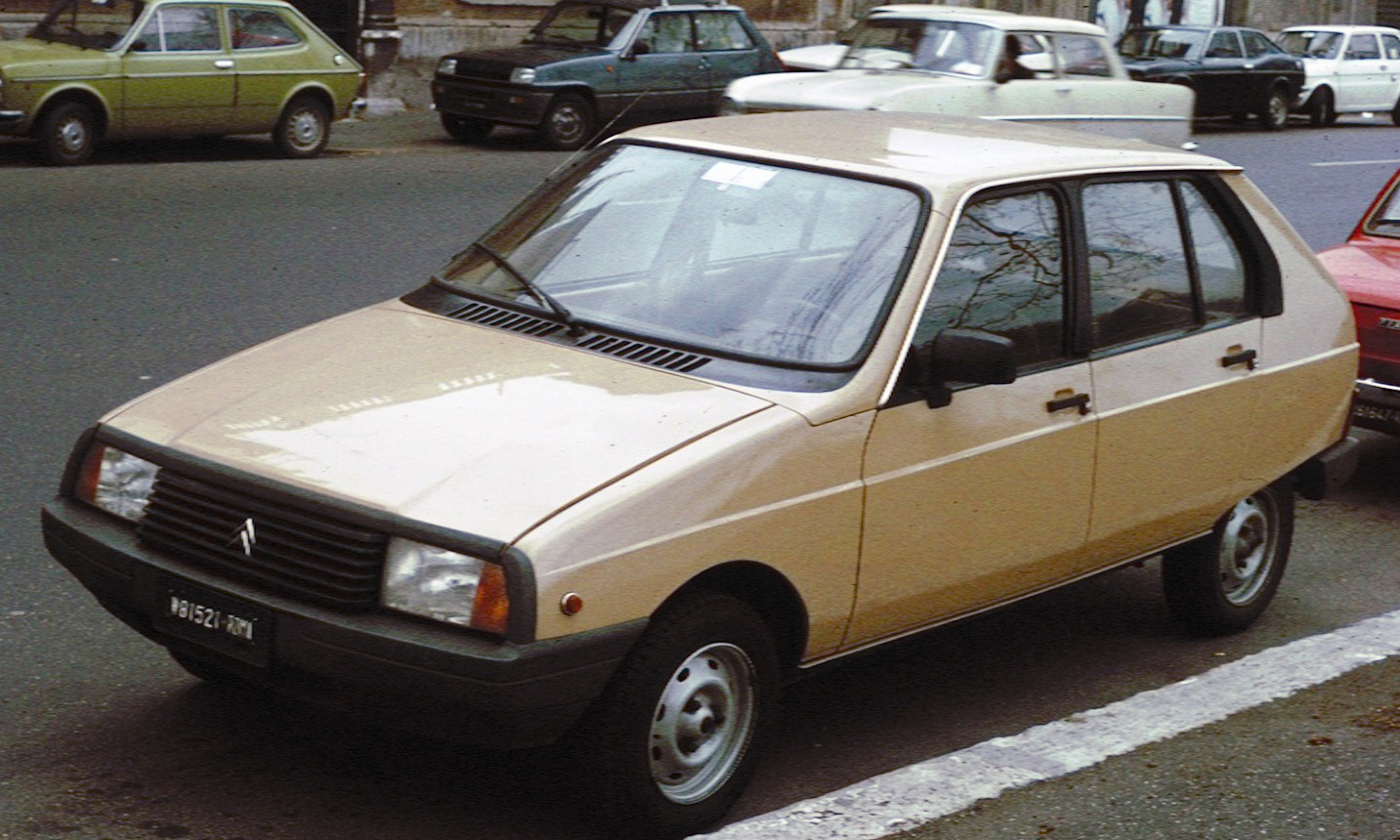
Citroen Visa
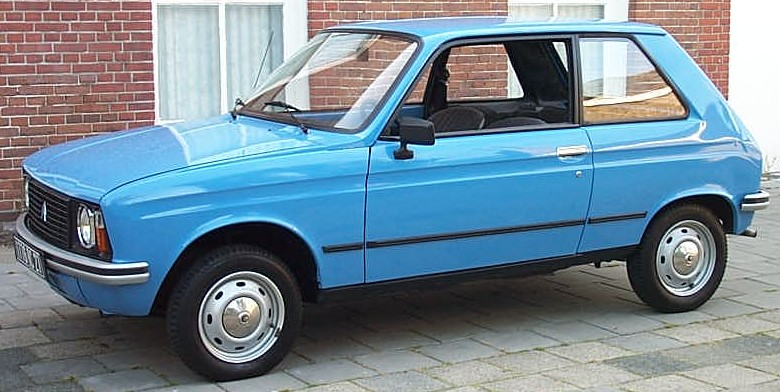
Citroen LN
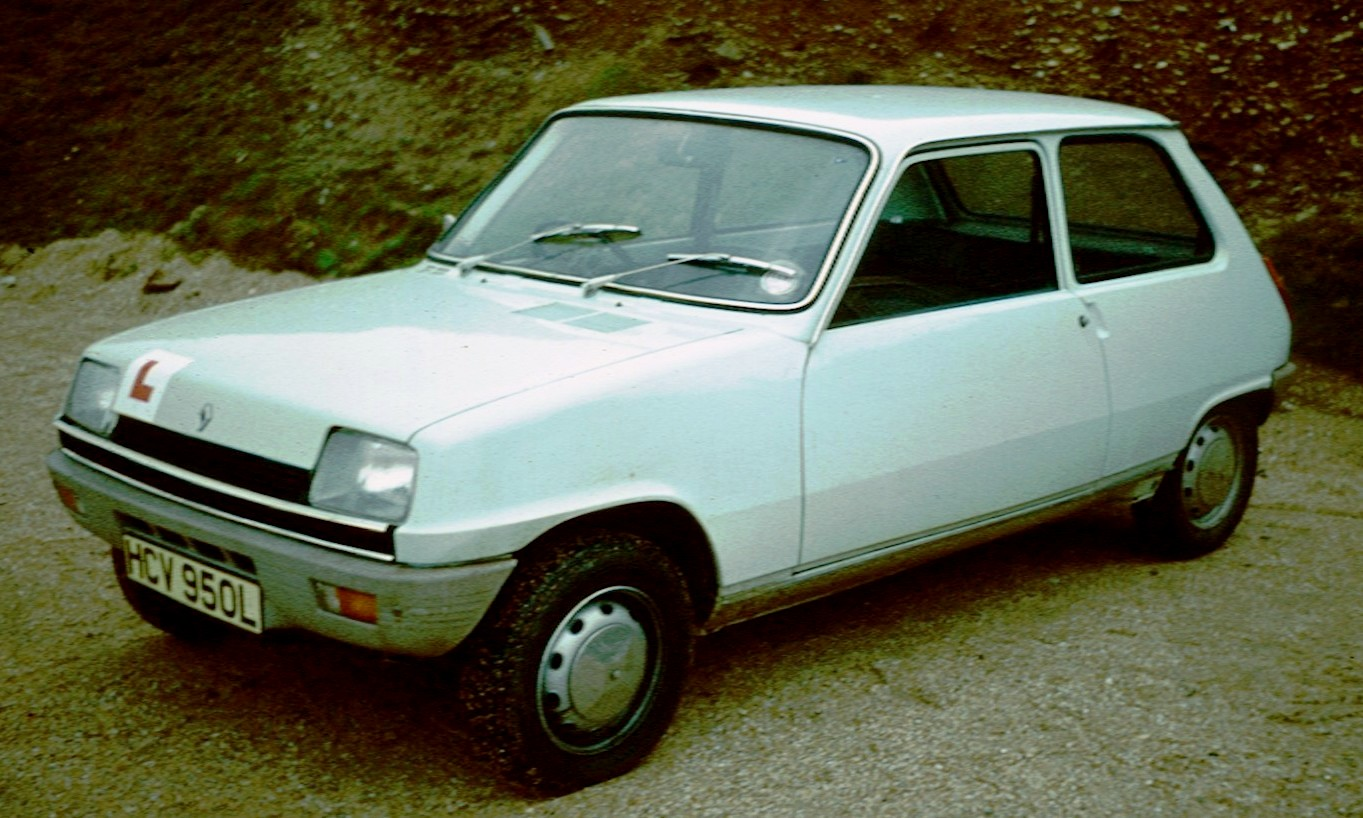
Renault 5
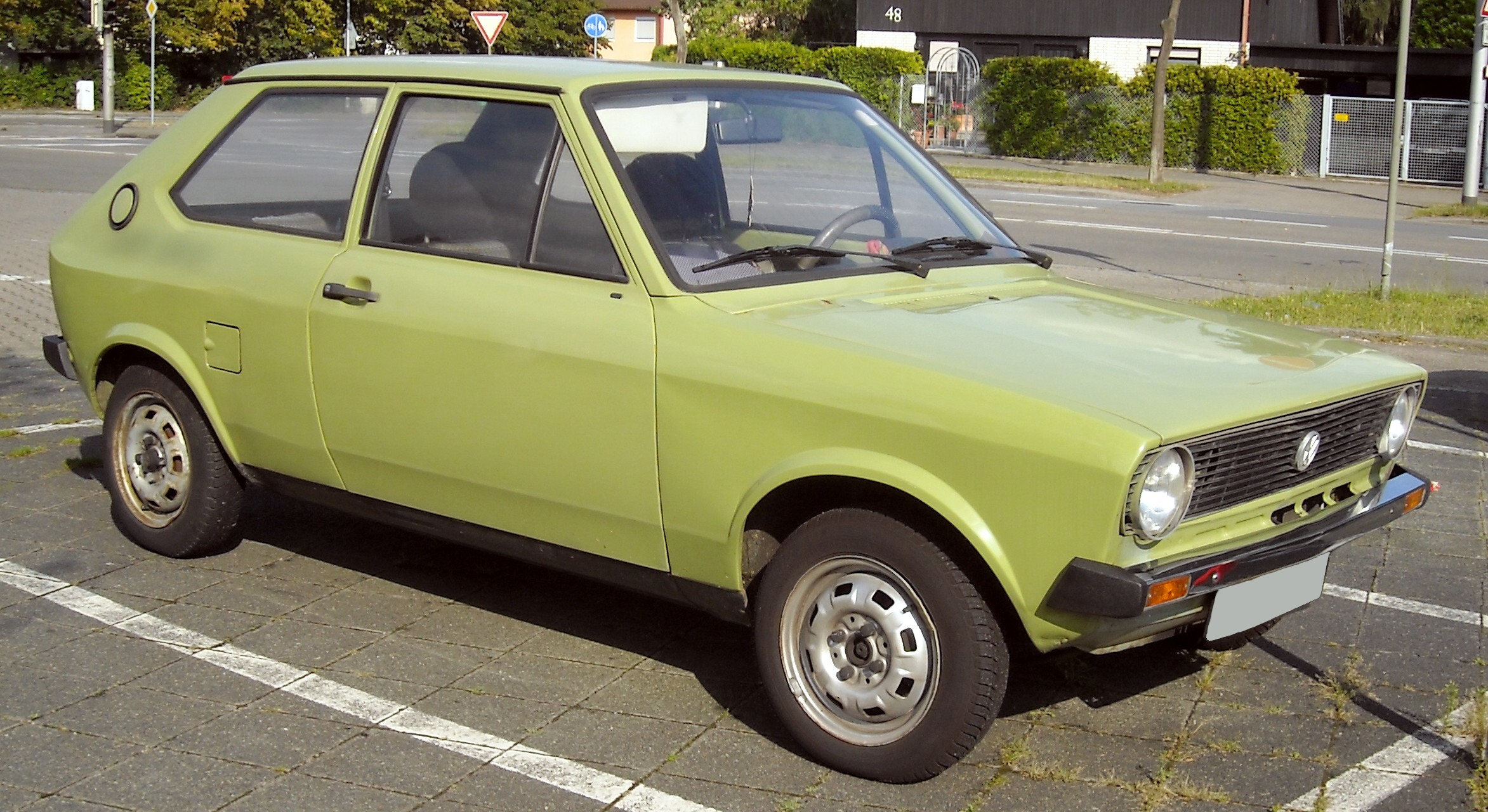
VW Polo I

### 1980—1989

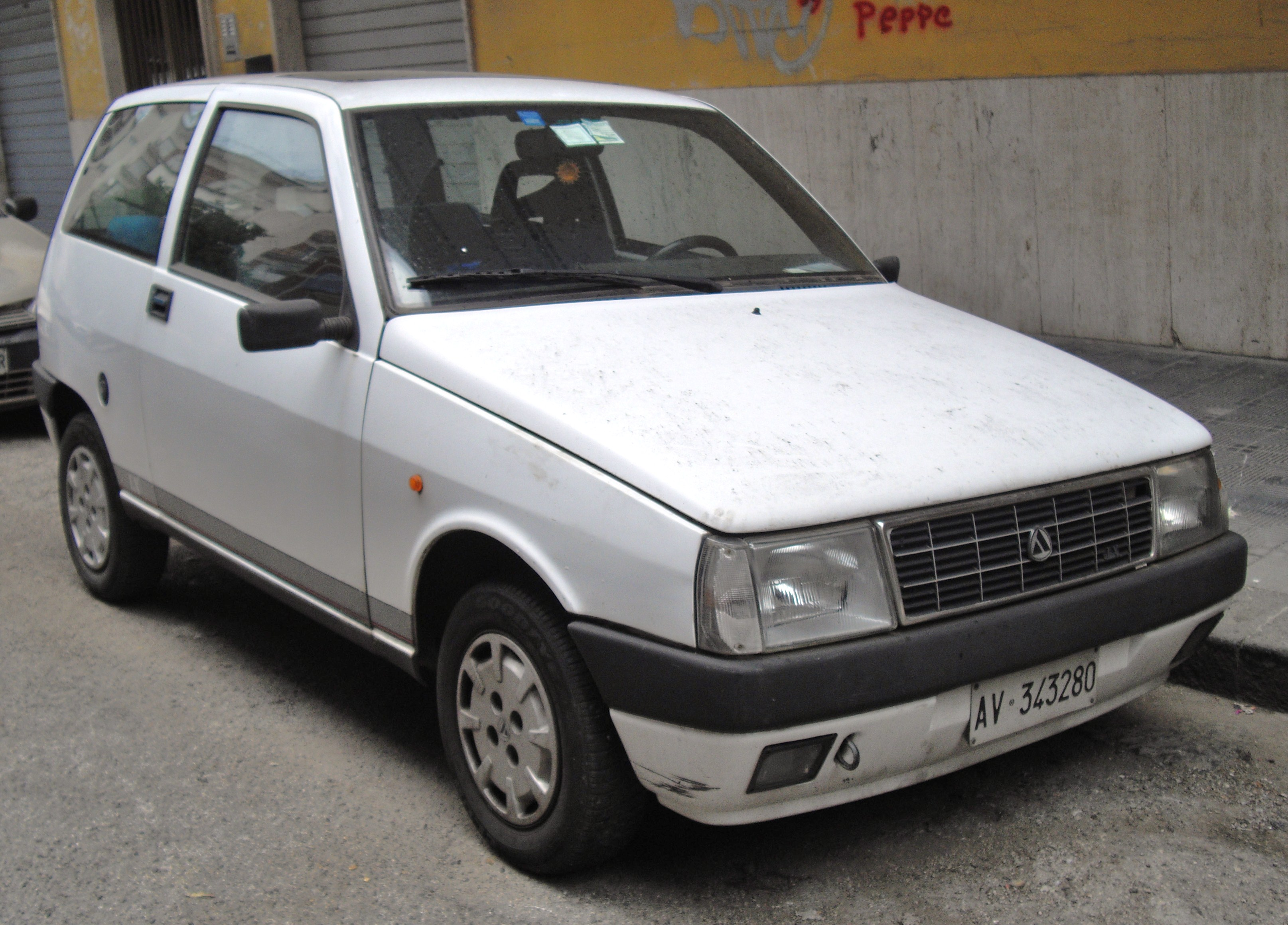
Autobianchi Y10, в некоторых странах: Lancia Y10
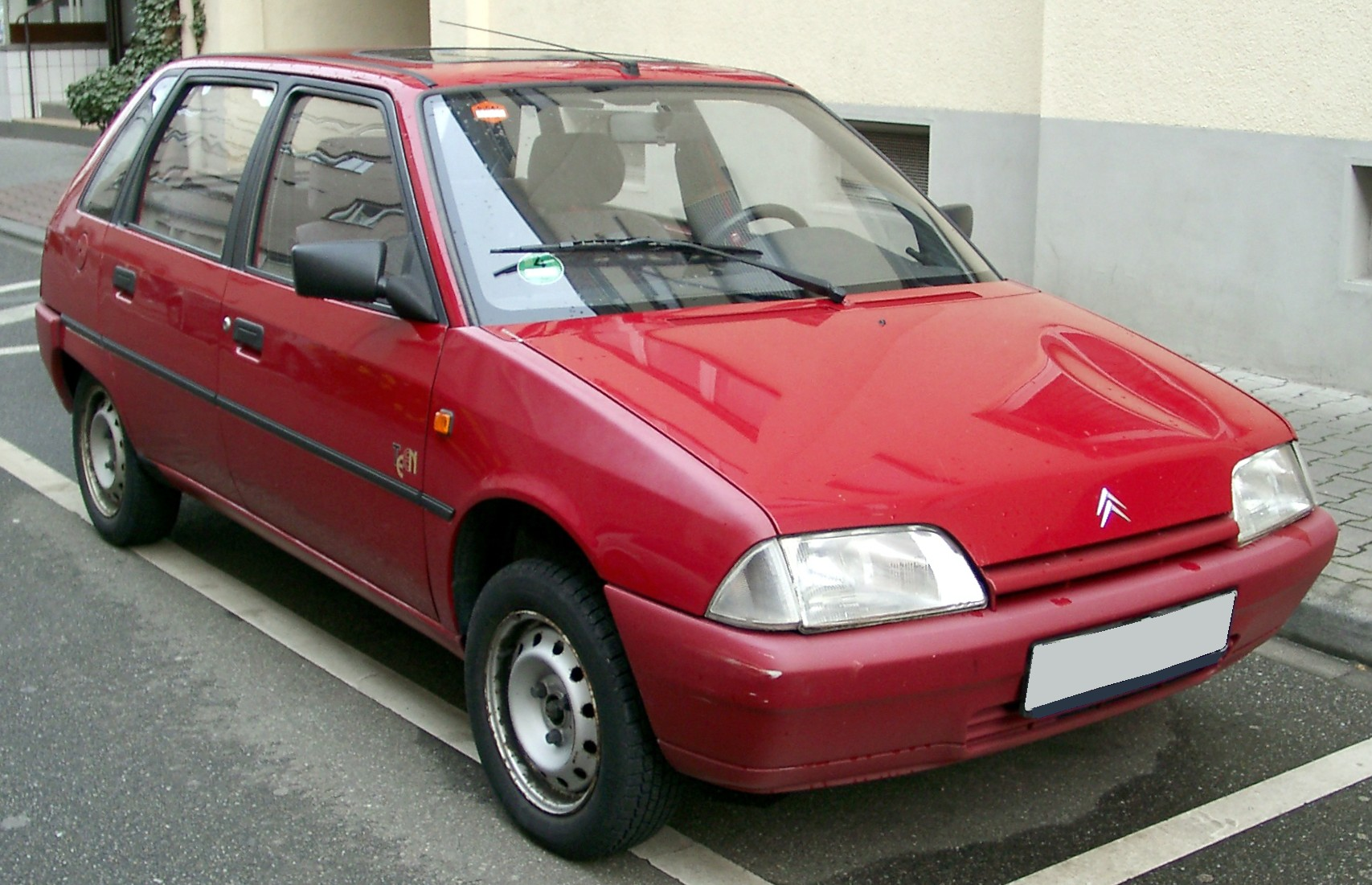
Citroen AX
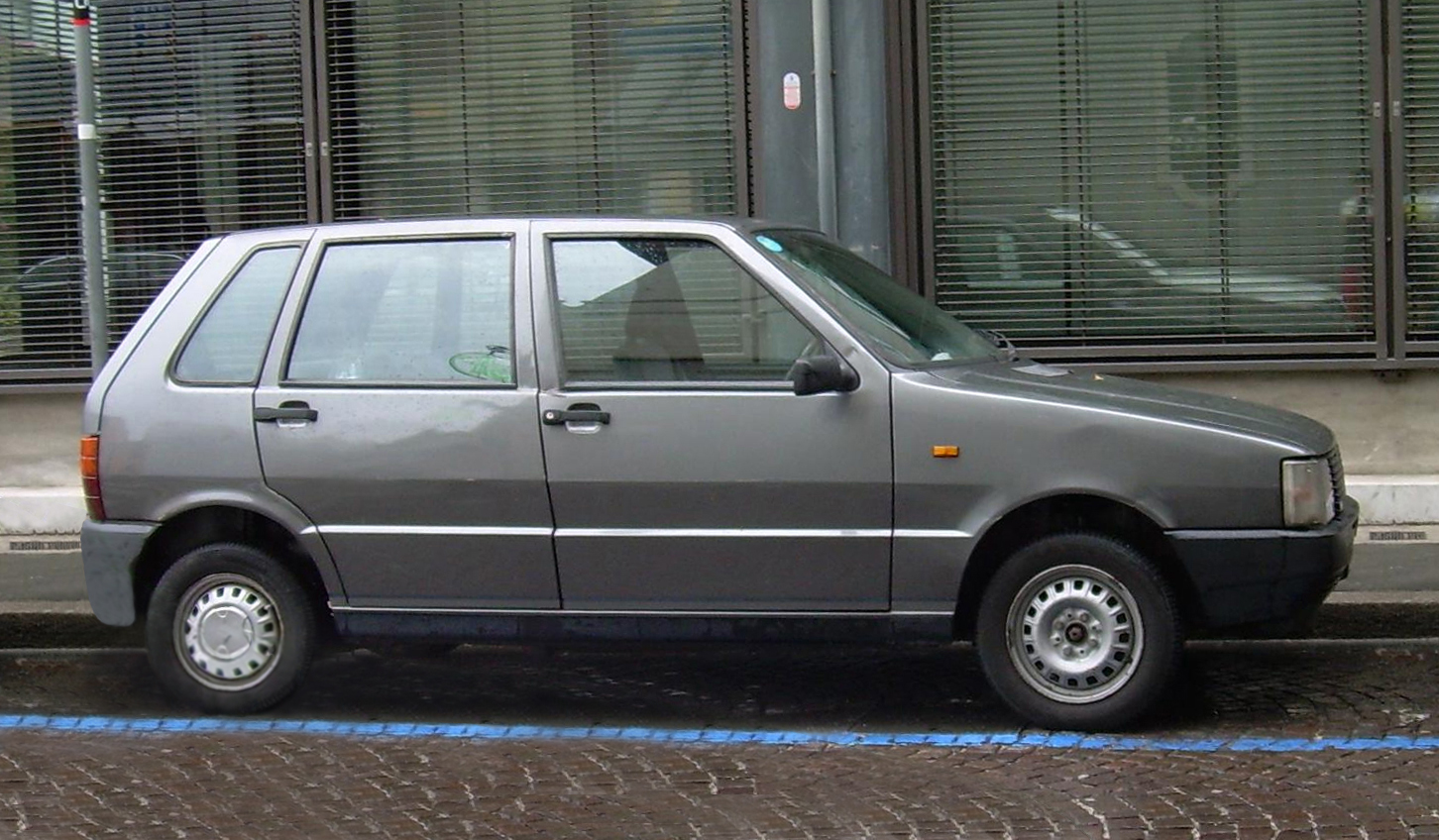
Fiat Uno
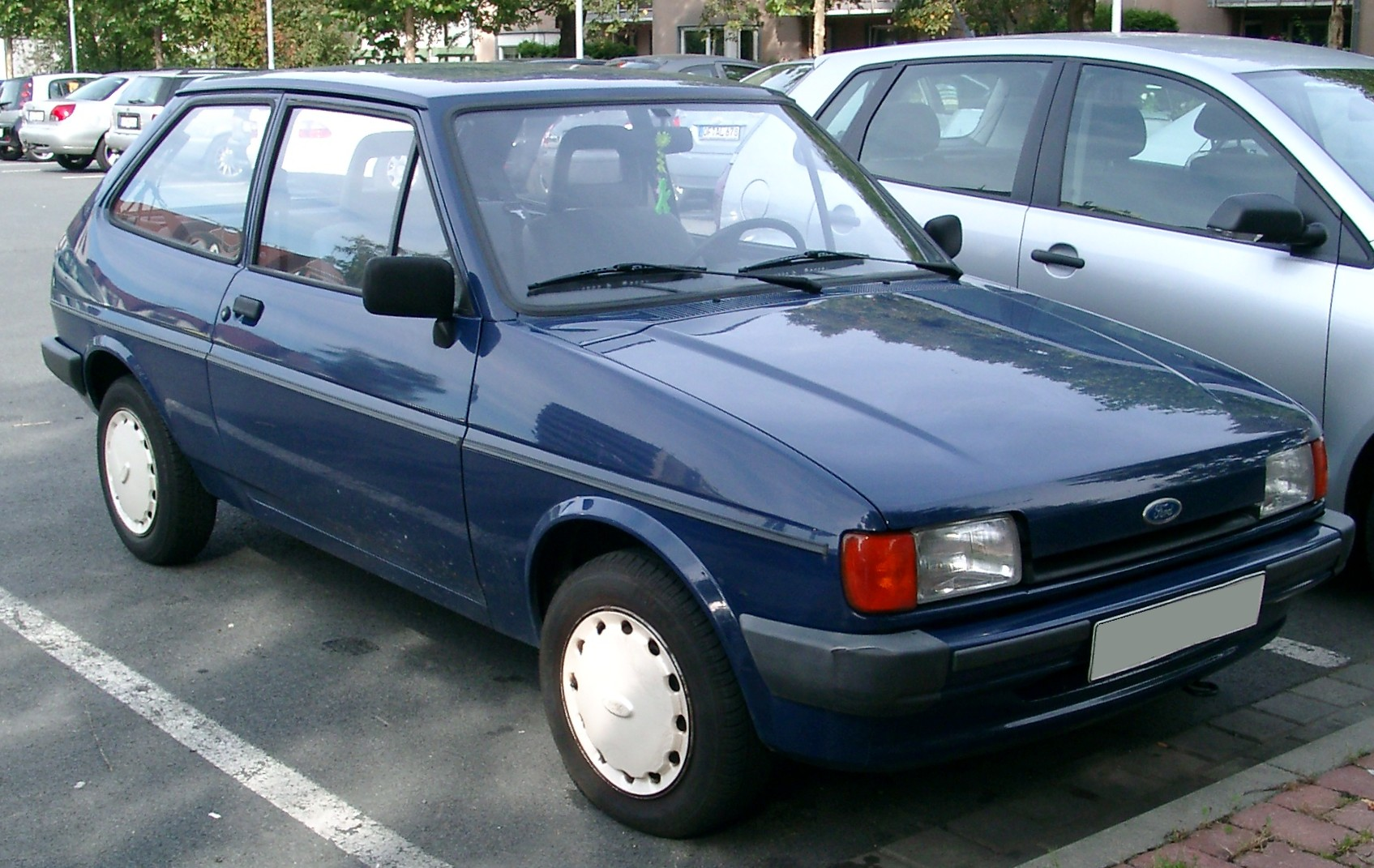
Ford Fiesta
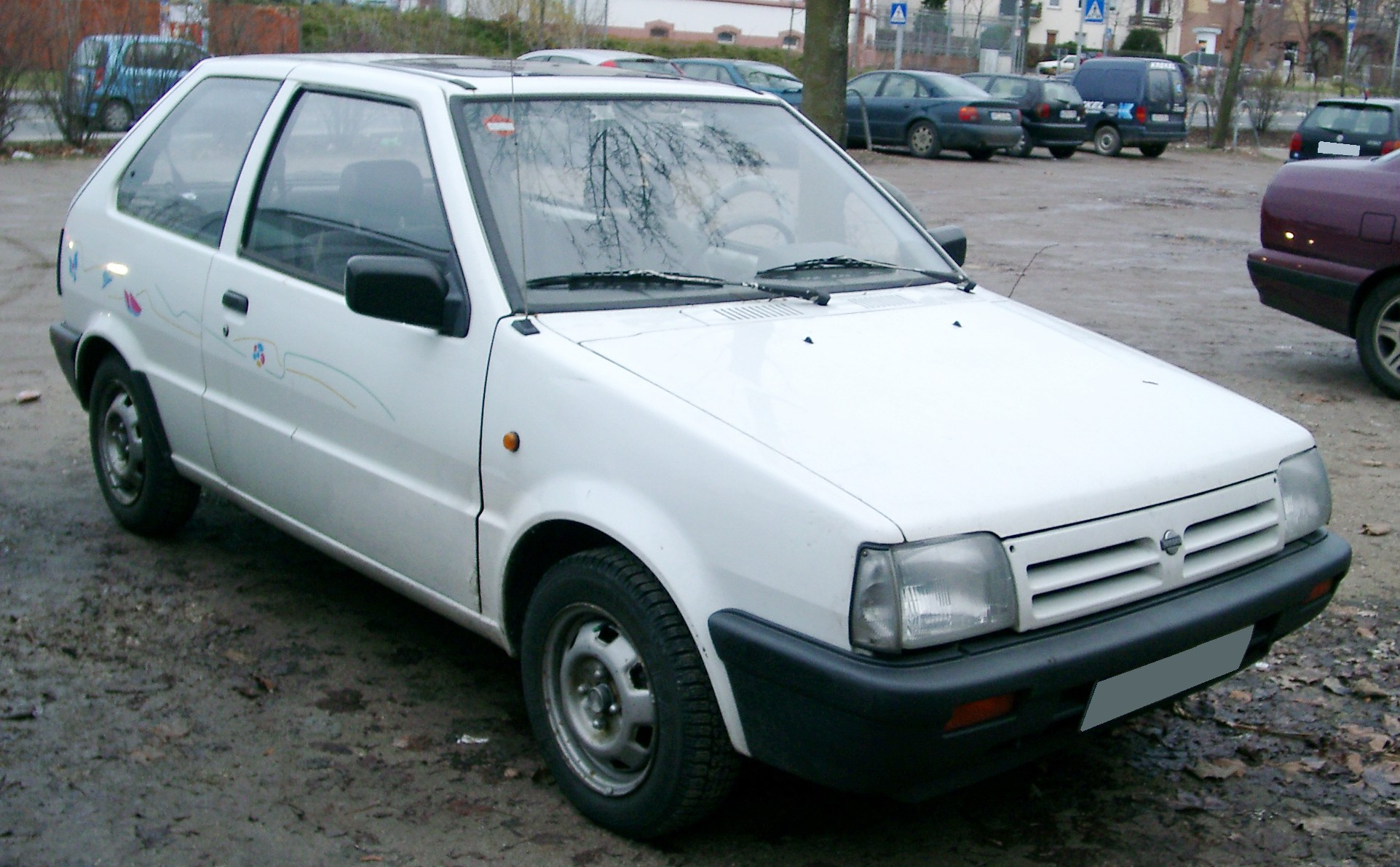
Nissan Micra
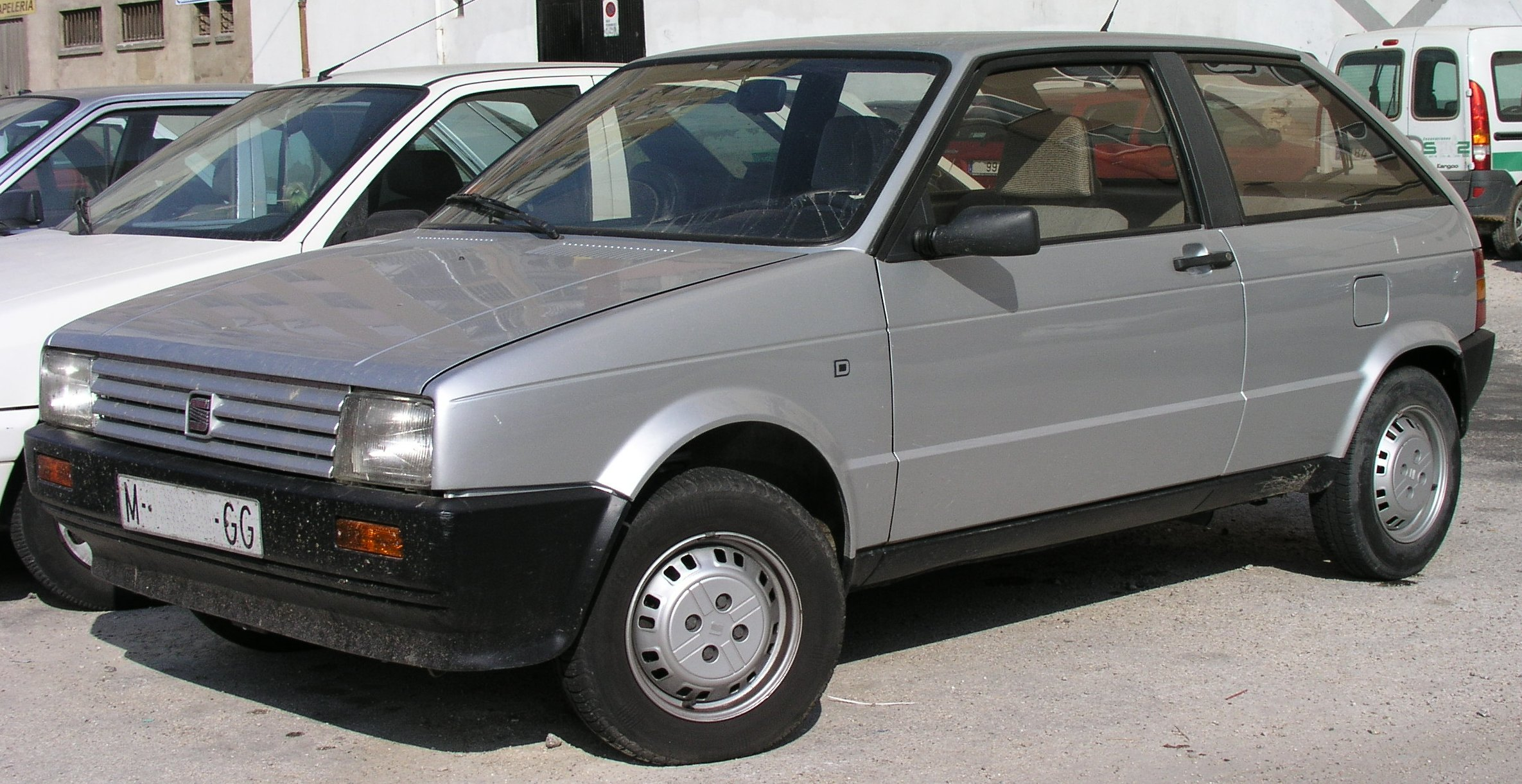
Seat Ibiza
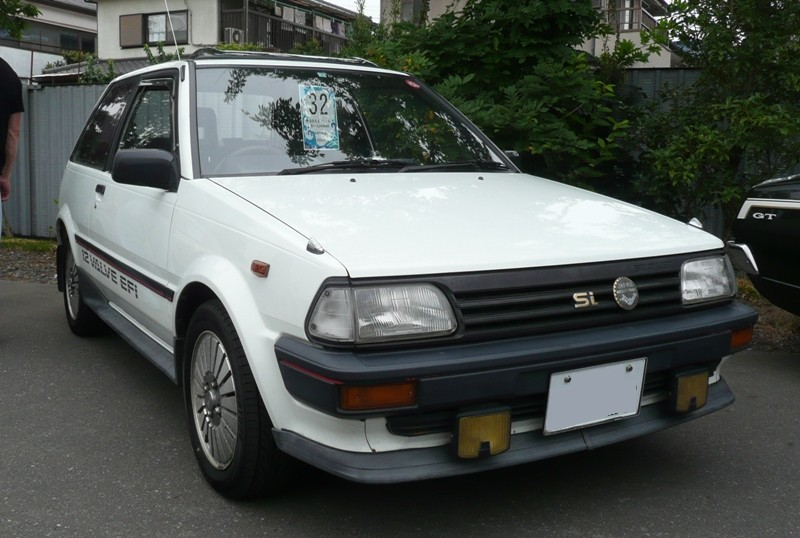
Toyota Starlet
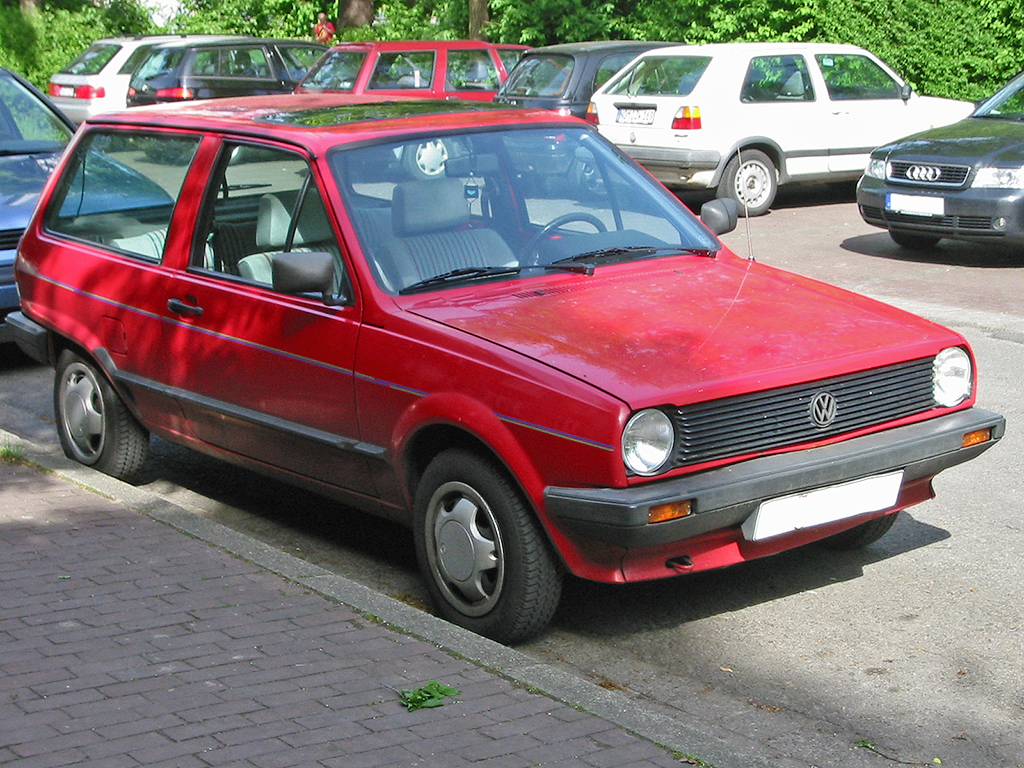
VW Polo II

### 1990—1999

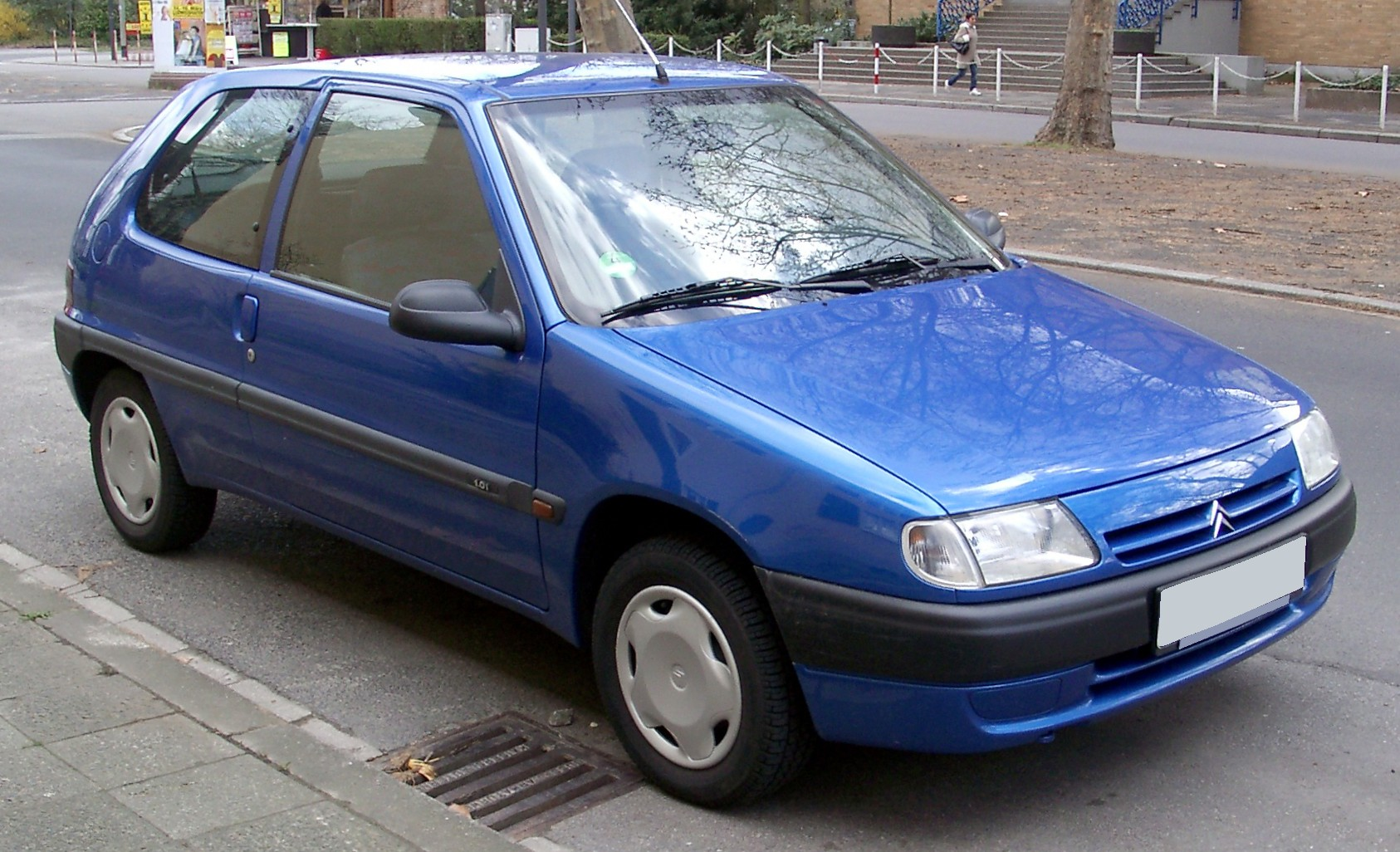
Citroen Saxo
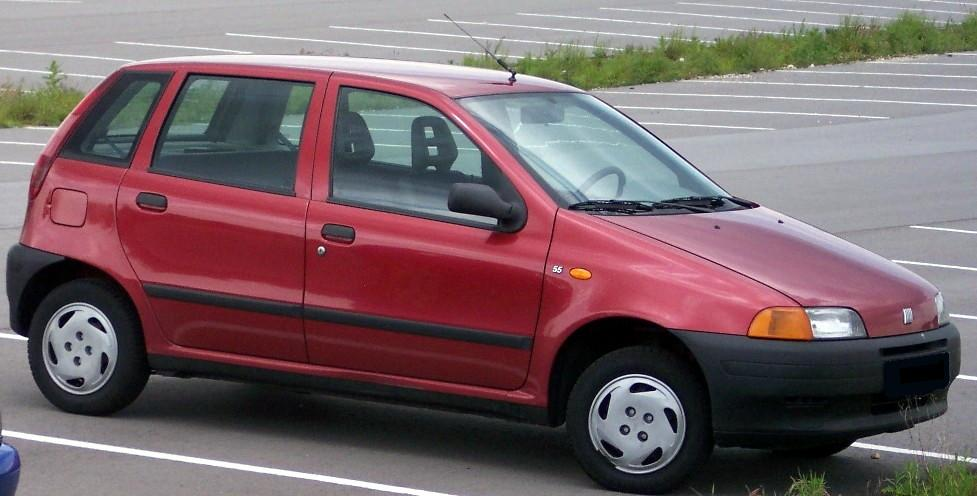
Fiat Punto
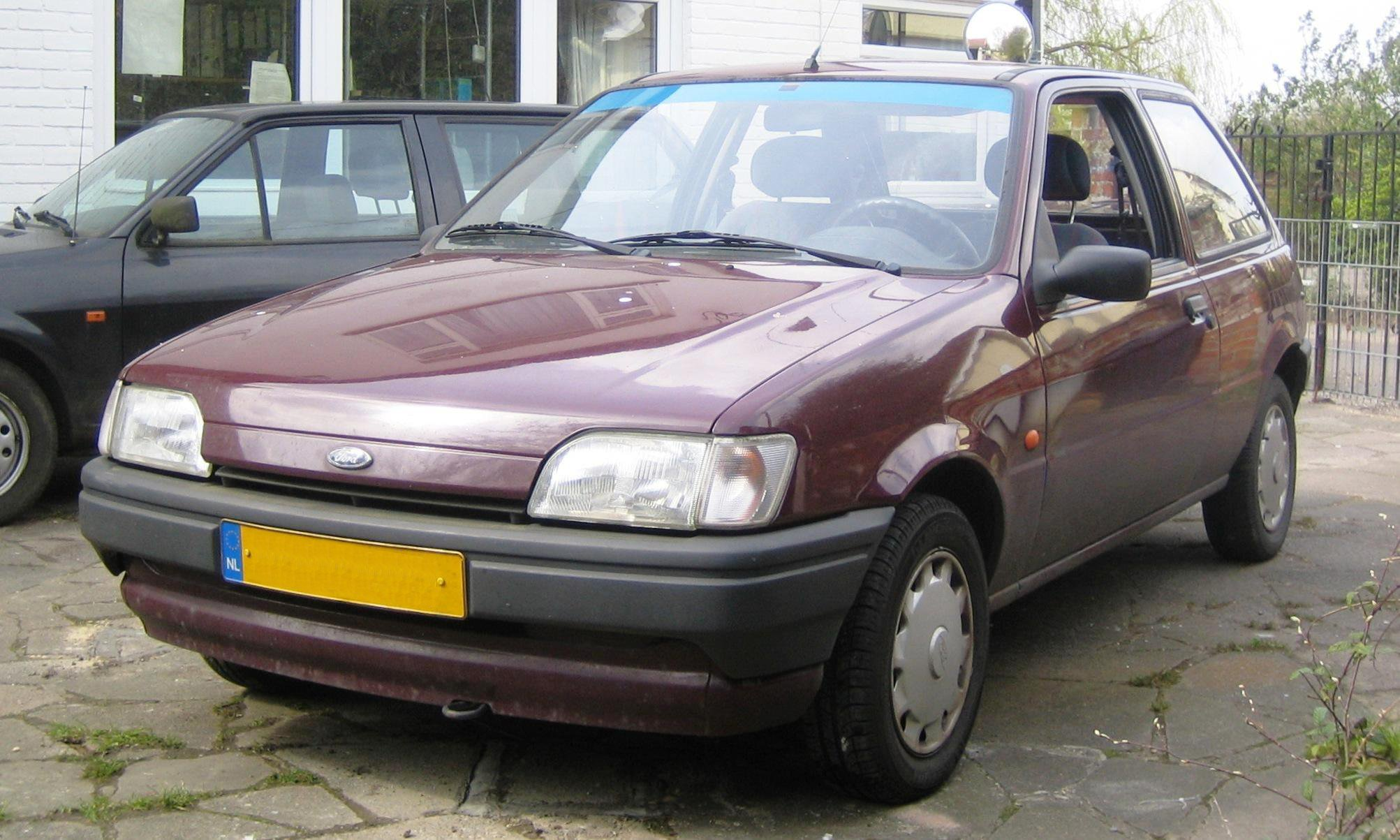
Ford Fiesta
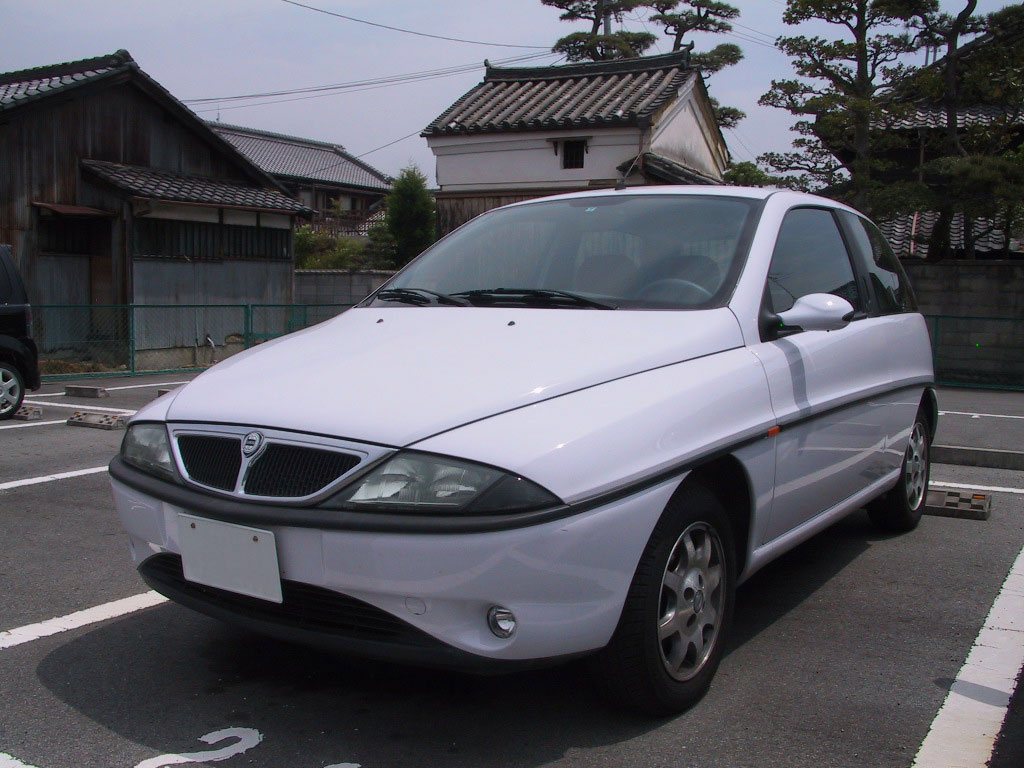
Lancia Y
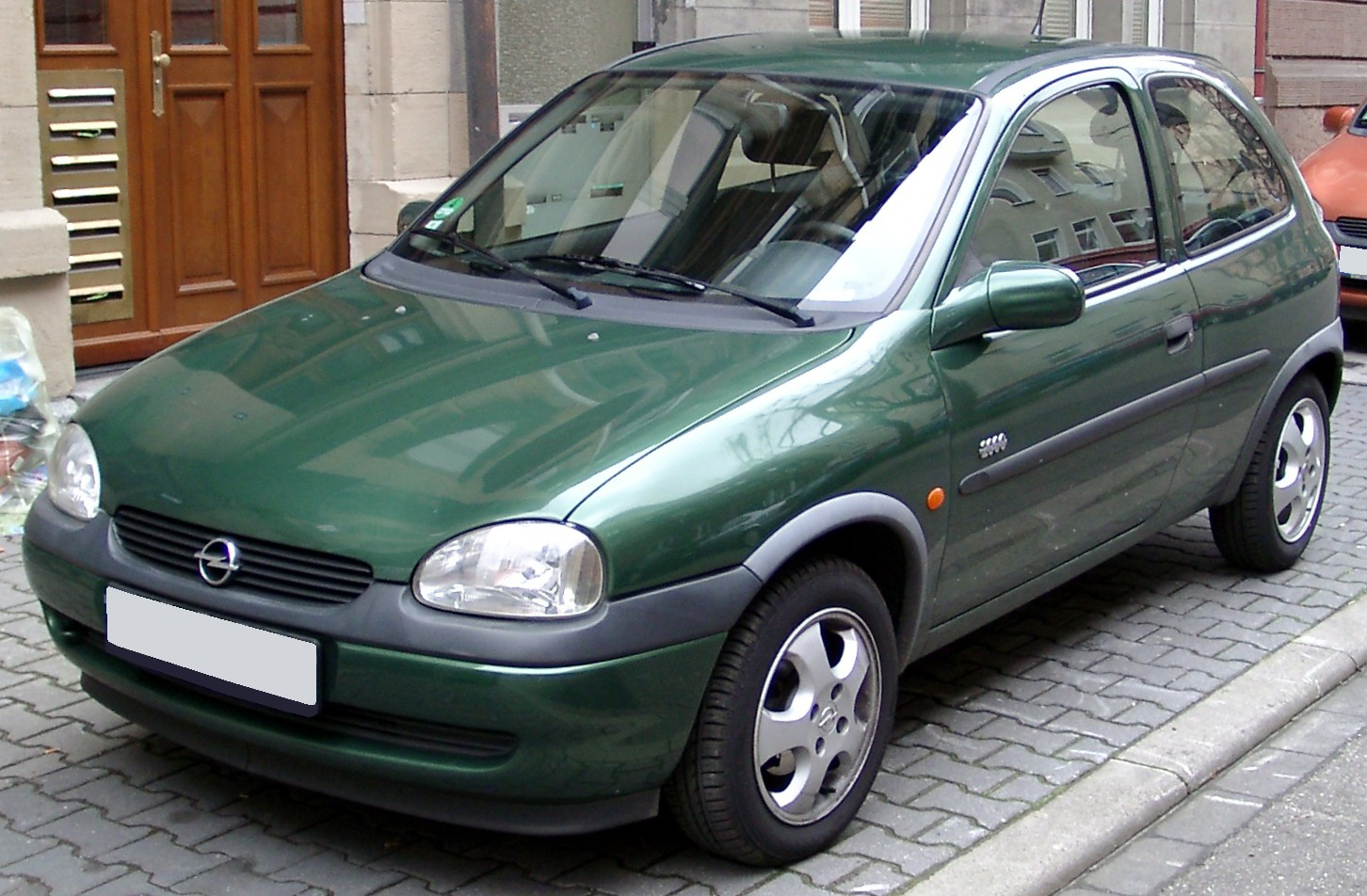
Opel Corsa B
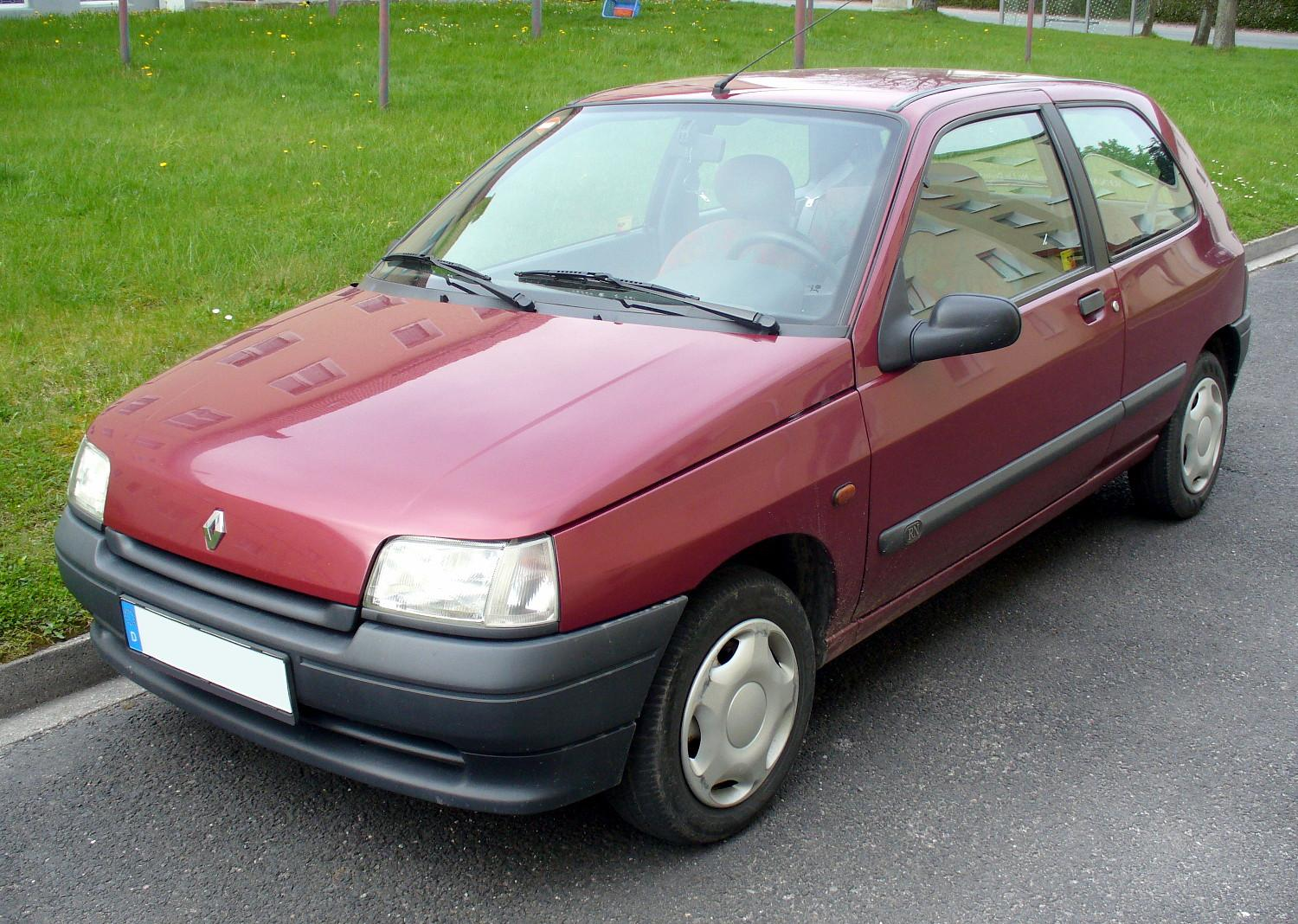
Renault Clio